# Giuseppe Verdi
Giuseppe Fortunino Francesco Verdi (Le Roncole, Busseto, 10 de octubre de 1813 - Milán, 27 de enero de 1901) fue un compositor romántico italiano de ópera, uno de los más importantes de todos los tiempos. Su obra sirve de puente entre el bel canto de Rossini, Bellini y Donizetti, y la corriente del verismo y Puccini.
En sus primeras óperas mostró simpatía por el movimiento del Risorgimento, que buscaba la unificación de Italia. También participó brevemente como político elegido. El coro «Va, pensiero» de su tercera ópera, Nabucco (1842) —y coros similares en óperas posteriores—, estaban muy en el espíritu del movimiento de unificación y se llegó a considerar al propio compositor como un representante de estos ideales. Sin embargo, Verdi, una persona intensamente reservada, no trató de congraciarse con los movimientos populares y, a medida que tuvo éxito profesional, redujo su carga de trabajo operístico y buscó establecerse como terrateniente en su región natal. Sorprendió al mundo musical al regresar, después de su éxito con la ópera Aida (1871), con tres obras maestras tardías: su Réquiem (1874) y las óperas Otelo (1887) y Falstaff (1893).
Fue autor de algunos de los títulos más populares del repertorio lírico, como los que componen su trilogía popular o romántica de su período medio: Rigoletto, El trovador y La traviata.

## Biografía

### Infancia y educación

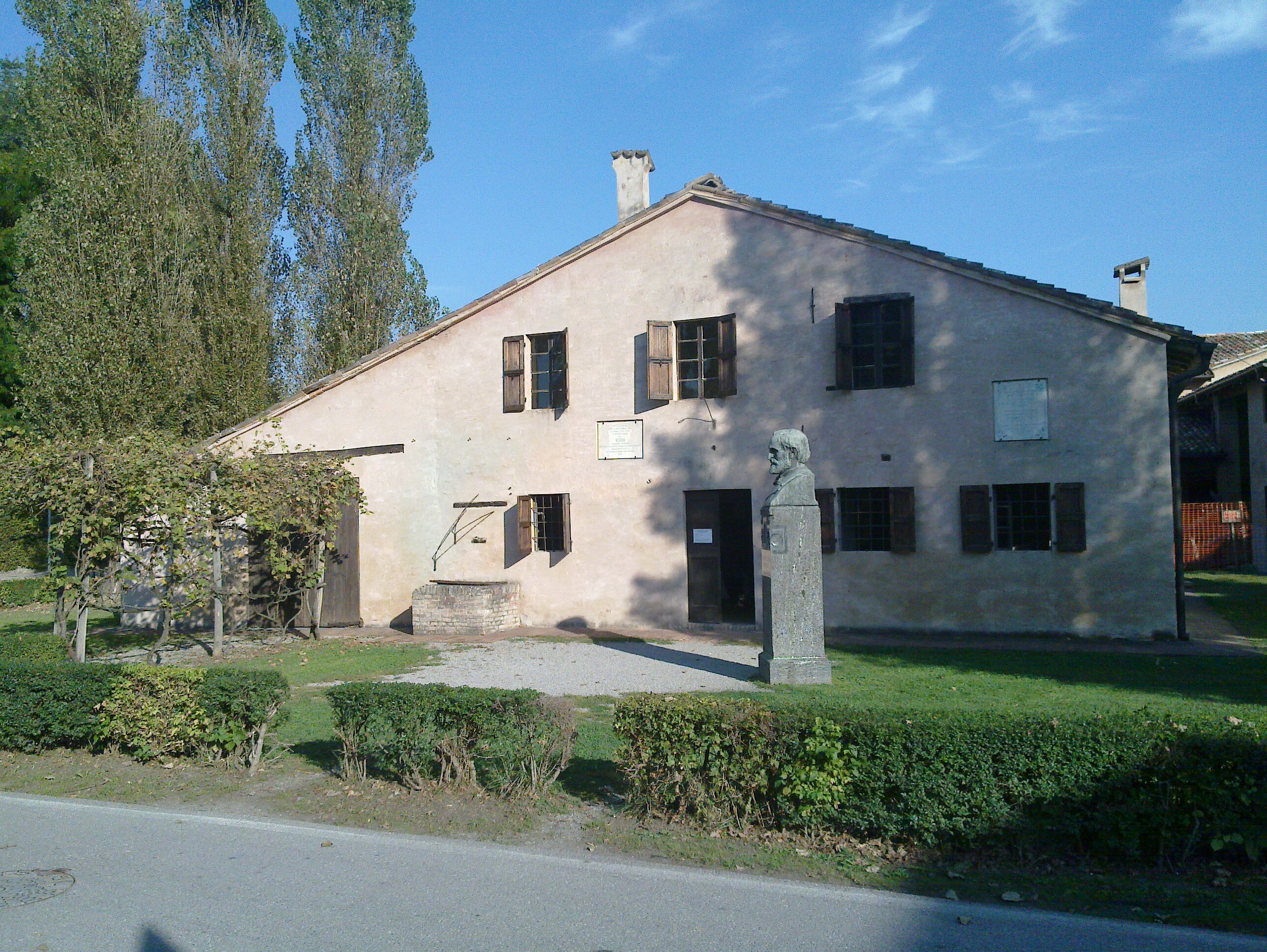
La casa natal de Giuseppe Verdi en Le Roncole

Giuseppe Fortunino Francesco Verdi nació el 10 de octubre de 1813 en Le Roncole, población cercana a Busseto (Ducado de Parma, Italia). Fue el primer hijo de Carlo Giuseppe Verdi (1785-1867) y Luigia Uttini (1787-1851). El registro bautismal, del 11 de octubre de 1813, enumera a sus padres Carlo y Luigia como «posadero» e «hilandera» respectivamente. Además, enumera a Verdi como «nacido ayer», pero dado que a menudo se consideraba que los días comenzaban al atardecer, esto podría haber significado el 9 o el 10 de octubre. Al igual que su madre, Verdi siempre celebró su cumpleaños el 9 de octubre, el día en que él mismo creía que había nacido.
Tenía una hermana menor, Giuseppa, quien murió a los 17 años en 1833. Se dice que fue su mejor amiga durante la infancia. Desde los cuatro años, recibió clases privadas de latín e italiano del maestro de escuela del pueblo, Baistrocchi, y a los seis asistió a la escuela local. Después de aprender a tocar el órgano, mostró tanto interés en la música que sus padres finalmente le proporcionaron una espineta. Su don para la música ya era evidente en 1820-1821, cuando comenzó su asociación con la iglesia local, donde sirvió en el coro, actuó como monaguillo por un tiempo y recibió lecciones de órgano. Después de la muerte de Baistrocchi, Verdi, a la edad de ocho años, se convirtió en el organista oficial con remuneración.
El historiador de la música Roger Parker señala que los padres de Verdi «pertenecían a familias de pequeños terratenientes y comerciantes, desde luego no eran los campesinos analfabetos de los cuales Verdi más tarde le gustó presentarse como surgido... Carlo Verdi era enérgico en la educación de su hijo... algo que Verdi tendió a ocultar en la vida posterior... [La] imagen emerge de una precocidad juvenil alimentada con entusiasmo por un padre ambicioso y de una educación formal sostenida, sofisticada y elaborada».

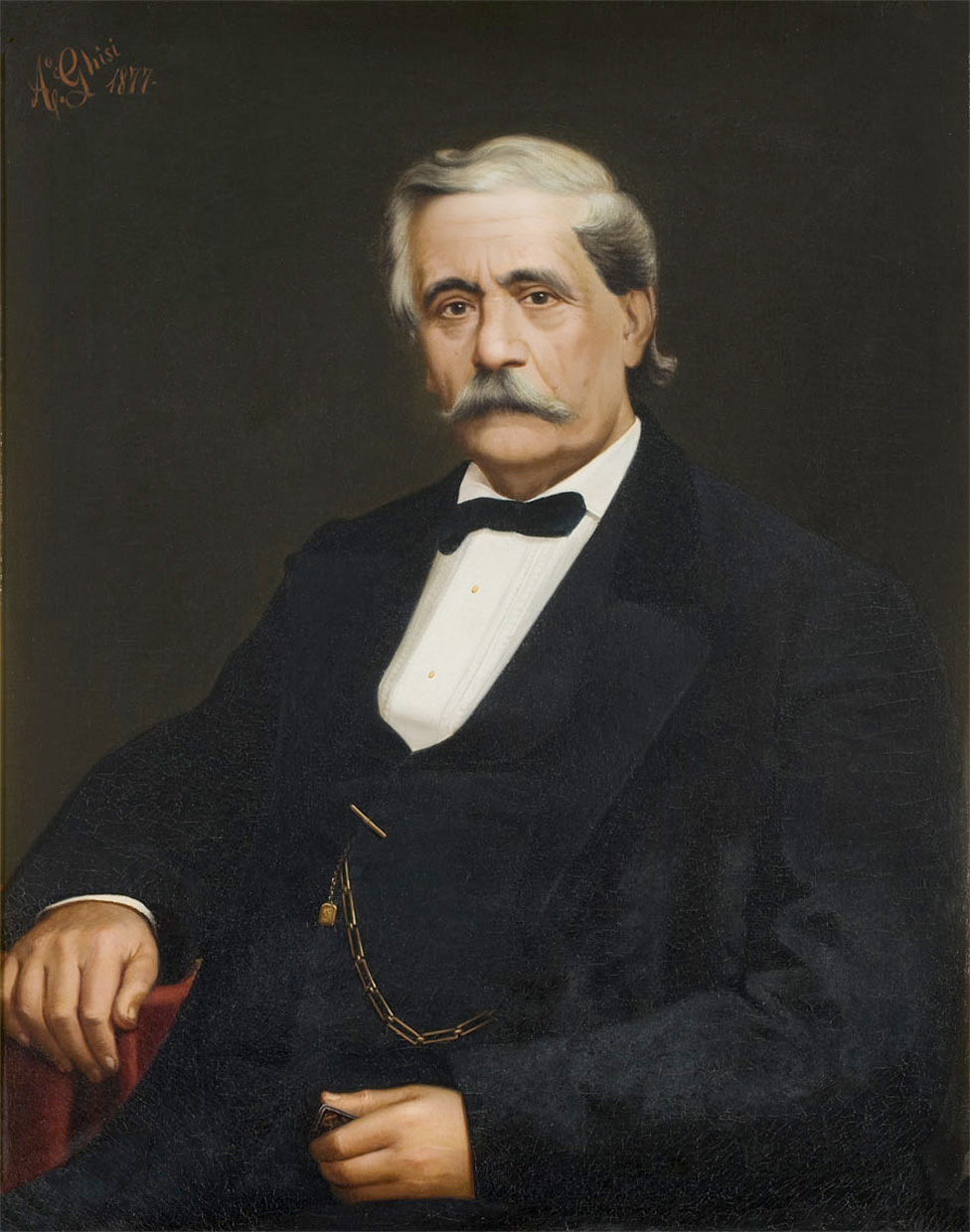
Antonio Barezzi, mecenas y suegro de Giuseppe Verdi

En 1823, cuando tenía diez años, sus padres decidieron que el niño asistiera a la escuela en Busseto y lo inscribieron en un Ginnasio, una escuela superior para niños, dirigida por Pietro Seletti, mientras continuaban dirigiendo su posada en Le Roncole. Verdi regresó a Le Roncole regularmente para tocar el órgano los domingos, cubriendo la distancia de varios kilómetros a pie. A los once años, recibió educación en italiano, latín, humanidades y retórica. Cuando tenía doce, comenzó las clases con Ferdinando Provesi, maestro de capilla de la Colegiata de San Bartolomeo Apostolo de Busseto, director de la escuela municipal de música y codirector de la Società Filarmonica local. Más tarde, Verdi declaró: «de los trece a los dieciocho años escribí una amplia variedad de piezas: marchas para banda por cientos, quizás tantas pequeñas sinfonías que se usaban en la iglesia, en el teatro y en conciertos, cinco o seis conciertos y conjuntos de variaciones para piano, que toqué yo mismo en conciertos, muchas serenatas, cantatas (arias, duetos, muchos tríos) y varias piezas de música de iglesia, de las cuales solo recuerdo un Stabat Mater». Esta información proviene de la autobiografía que Verdi le dictó al editor Giulio Ricordi al final de su vida, en 1879, y sigue siendo la fuente principal de sus primeros años de vida y carrera. No siempre es confiable cuando se trata de temas más polémicos que los de su infancia.
El otro director de la Società Filarmonica era Antonio Barezzi, un comerciante y destilador, que fue descrito por un contemporáneo como un «diletante excitado» de la música. El joven Verdi no se involucró de inmediato con la Filarmónica. Para junio de 1827, se había graduado con honores del Ginnasio y pudo concentrarse únicamente en la música de Provesi. Por casualidad, cuando tenía trece años, se le pidió que reemplazara a un músico, en lo que se convirtió en su primer evento público en su ciudad natal. Fue un éxito inmediato, principalmente porque tocó su propia música, para sorpresa de muchos, y recibió un fuerte reconocimiento local.
Para 1829-1830, se había establecido como líder de la Filarmónica: «ninguno de nosotros podía rivalizar con él», informó el secretario de la organización, Giuseppe Demaldè. Escribió una cantata de ocho movimientos, I deliri di Saul, basada en un drama de Vittorio Alfieri, cuando tenía quince años y actuó en Bérgamo. Fue aclamado por Demaldè y Barezzi, quienes comentaron: «Muestra una imaginación vívida, una perspectiva filosófica y un buen juicio en la disposición de las partes instrumentales». A finales de 1829, había completado sus estudios con Provesi, quien declaró que no tenía más que enseñarle. En ese momento, Verdi había estado dando clases de canto y piano a la hija de Barezzi, Margherita, y en 1831 estaban comprometidos extraoficialmente.
Se estableció en Milán, la capital cultural del norte de Italia, donde solicitó sin éxito estudiar en el Conservatorio. Barezzi logró el acuerdo para que se convirtiera en alumno privado de Vincenzo Lavigna, que había sido maestro concertista en La Scala y que describió las composiciones de Verdi como «muy prometedoras». Lavigna lo alentó a suscribirse a La Scala, donde escuchó a María Malibrán en las óperas de Gioachino Rossini y Vincenzo Bellini. Verdi comenzó a establecer contactos en el mundo de la música milanesa que lo ayudaron a hacerse un sitio. Estos incluyeron una introducción de Lavigna a un grupo coral aficionado, la Società Filarmonica, dirigida por Pietro Massini. Asistía a la Società con frecuencia en 1834 y pronto encontró trabajo como director de ensayo —para La Cenicienta de Rossini— e intérprete de bajo continuo. Fue Massini quien lo animó a escribir su primera ópera, originalmente titulada Rocester, con un libreto del periodista Antonio Piazza.

### Primeras óperas

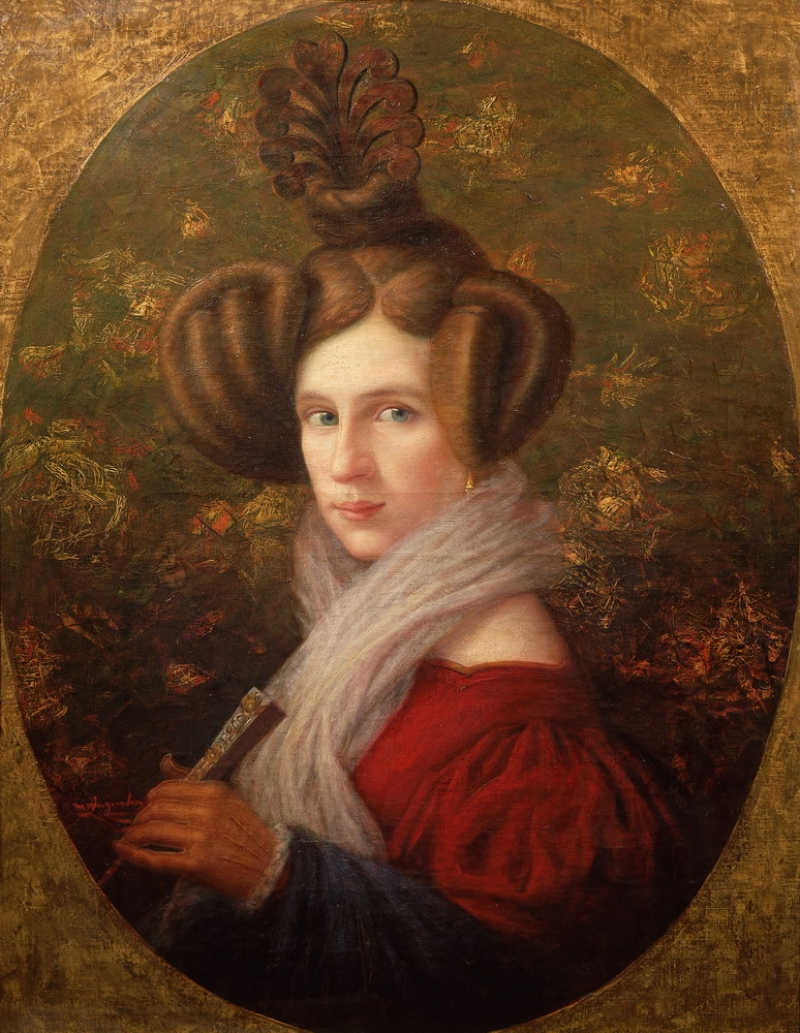
Margherita Barezzi, primera mujer de Verdi

A mediados de 1834, Verdi buscó conseguir el antiguo puesto de Provesi en Busseto, pero sin éxito. Con la ayuda de Barezzi, consiguió el puesto secular del maestro di musica. Enseñó, dio lecciones y dirigió la Filarmónica durante varios meses antes de regresar a Milán a principios de 1835. Para el mes de julio siguiente, obtuvo su certificación en Lavigna. Finalmente, en 1835, se convirtió en director de la escuela de Busseto con un contrato de tres años. Se casó con Margherita en mayo de 1836 y el 26 de marzo de 1837 nació su primera hija, Virginia Maria Luigia, seguida de Icilio Romano, el 11 de julio de 1838. Ambos niños murieron jóvenes: Virginia el 12 de agosto de 1838 e Icilio el 22 de octubre de 1839.
En 1837, el joven compositor solicitó la ayuda de Massini para organizar su ópera en Milán. El impresario de La Scala, Bartolomeo Merelli, acordó que se representara Oberto —como se llamaba ahora la ópera reelaborada, con un libreto reescrito por Temistocle Solera— en noviembre de 1839. Logró unas respetables trece actuaciones adicionales, después de lo cual Merelli le ofreció un contrato por tres obras más.
Mientras Verdi estaba trabajando en su segunda ópera, Un giorno di regno, Margherita murió de encefalitis a la edad de veintiséis años. Verdi adoraba a su esposa e hijos y quedó devastado por sus muertes. La comedia Un giorno di regno se estrenó solo unos meses después. Fue un fracaso y solo tuvo una única actuación. Después de su fracaso, se afirma que Verdi prometió no volver a componer nunca más, pero en su autobiografía relata cómo Merelli lo persuadió para que escribiera una nueva ópera.
Verdi afirmó que gradualmente comenzó a trabajar en la música para Nabucco, cuyo libreto había sido originalmente rechazado por el compositor Carl Otto Nicolai: «este verso hoy, mañana ese, aquí una nota, ahí una frase completa y poco a poco se escribió la ópera», recordó más tarde. Para el otoño de 1841 la había finalizado, originalmente bajo el título de Nabucodonosor. Fue bien recibida en su estreno el 9 de marzo de 1842 y sostuvo el éxito de Verdi hasta su retiro del teatro, veintinueve óperas —incluidas algunas versiones revisadas y actualizadas— más tarde. En su regreso a La Scala para la temporada de otoño de 1842, recibió un total de 57 actuaciones, algo sin precedentes y no igualado después. En tres años llegó a —entre otros lugares— Viena, Lisboa, Barcelona, Berlín, París y Hamburgo. En 1848, se escuchó en Nueva York y, en 1850, en Buenos Aires. Porter comenta que «se podrían proporcionar cifras similares... para mostrar cuán amplia y rápidamente se difundieron todas las otras óperas exitosas [de Verdi]».

### Los «años de prisión» (1842-1849)

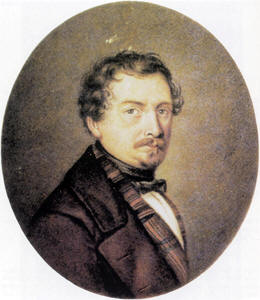
Salvatore Cammarano escribió los libretos de Alzira, La batalla de Legnano y Luisa Miller

Un período de arduo trabajo para Verdi, con la creación de veinte óperas —excluyendo revisiones y traducciones—, siguió durante los siguientes dieciséis años, y culminó en Un baile de máscaras. Este período no estuvo exento de frustraciones y contratiempos para el joven compositor y se desmoralizó con frecuencia. En abril de 1845, en relación con I due Foscari, escribió: «estoy feliz, no importa qué recepción tenga, y soy completamente indiferente a todo. No puedo esperar a que pasen estos próximos tres años. Tengo que escribir seis óperas, luego addio a todo». En 1858, se quejó: «desde Nabucco, se puede decir, nunca he tenido una hora de paz. Dieciséis años en prisión».
Después del éxito inicial de Nabucco, se instaló en Milán y se granjeó una serie de influyentes conocidos. Asistió al Salotto Maffei, los salones de la condesa Clara Maffei en Milán, y se convirtió en su amigo y correspondiente para toda su vida. En 1842, hubo un nuevo montaje de Nabucco en La Scala, donde se realizaron una serie de cincuenta y siete actuaciones, y esto llevó a un encargo de Merelli para una nueva ópera para la temporada de 1843. I Lombardi alla prima crociata se basaba en un libreto de Solera y se estrenó en febrero de 1843. Inevitablemente, se hicieron comparaciones con Nabucco, pero un escritor contemporáneo señaló: «Si [Nabucco] creó la reputación de este joven, I Lombardi sirvió para confirmarlo».
Verdi prestó mucha atención a sus contratos financieros, asegurándose de recibir una remuneración adecuada a medida que aumentaba su popularidad. Por I Lombardi y Ernani (1844) en Venecia le pagaron 12 000 liras (incluida la supervisión de las producciones); por Attila y Macbeth (1847), percibió 18 000 liras por cada una. Sus contratos con los editores Ricordi en 1847 fueron muy específicos sobre las cantidades que recibiría por nuevas obras, primeras producciones, arreglos musicales, etc. Comenzó a usar sus crecientes ingresos para invertir en tierras cerca de su lugar de nacimiento. En 1844, compró Il Pulgaro, 23 hectáreas de tierras de cultivo con una granja y dependencias, que fue el hogar para sus padres a partir de mayo de 1844. Más tarde ese año, también compró el Palazzo Cavalli —ahora conocido como el Palazzo Orlandi— en la Via Roma, la calle principal de Busseto. En mayo de 1848, Verdi firmó un contrato para terrenos y casas en Sant'Agata en la provincia de Piacenza y cerca de Busseto, que anteriormente había pertenecido a su familia. Fue aquí donde construyó su propia casa, completada en 1880, ahora conocida como Villa Verdi, donde vivió desde 1851 hasta su muerte.
En marzo de 1843, visitó Viena —donde Gaetano Donizetti era director musical— para supervisar una producción de Nabucco. El viejo compositor, reconociendo el talento de Verdi, señaló en una carta de enero de 1844: «estoy muy, muy feliz de dar paso a personas con talento como Verdi... Nada impedirá que el buen Verdi alcance pronto una de las posiciones más honorables en la cohorte de compositores». Viajó a Parma, donde el Teatro Regio estaba produciendo Nabucco con Giuseppina Strepponi en el reparto. Para Verdi, las representaciones fueron un triunfo personal en su región natal, especialmente cuando su padre, Carlo, asistió a la primera de ellas. El compositor permaneció en Parma durante algunas semanas más allá de su fecha de salida prevista. Esto alimentó la especulación de que el retraso se debió al interés de Verdi por Strepponi —quien declaró que su relación comenzó en 1843—. Era de hecho conocida por sus relaciones amorosas —y muchos hijos ilegítimos— y su historia fue un factor incómodo en su relación hasta que finalmente acordaron el matrimonio.
Después de la exitosa puesta en escena de Nabucco en Venecia —con veinticinco actuaciones en la temporada 1842-1843—, Verdi comenzó las negociaciones con el impresario de La Fenice para la representación de I Lombardi y para escribir una nueva ópera. Finalmente, eligió Hernani de Victor Hugo, con Francesco Maria Piave como libretista. Ernani se estrenó con éxito en 1844 y en seis meses se había presentado en otros veinte teatros en Italia y también en Viena. El escritor Andrew Porter señala que durante los siguientes diez años, su vida «se lee como un diario de viaje: un calendario de visitas... para traer nuevas óperas al escenario o para supervisar estrenos locales». La Scala no estrenó ninguna de estas nuevas obras, excepto Juana de Arco. Verdi «nunca perdonó a los milaneses por su recepción de Un giorno di regno».
Durante este período, comenzó a trabajar de manera más consistente con sus libretistas. Volvió a confiar en Piave para I due Foscari, representada en Roma en noviembre de 1844, luego en Solera una vez más para Juana de Arco, en La Scala en febrero de 1845, mientras que en agosto de ese año pudo trabajar con Salvatore Cammarano en Alzira para el Teatro de San Carlos en Nápoles. Solera y Piave trabajaron juntos en Attila para La Fenice (marzo de 1846).

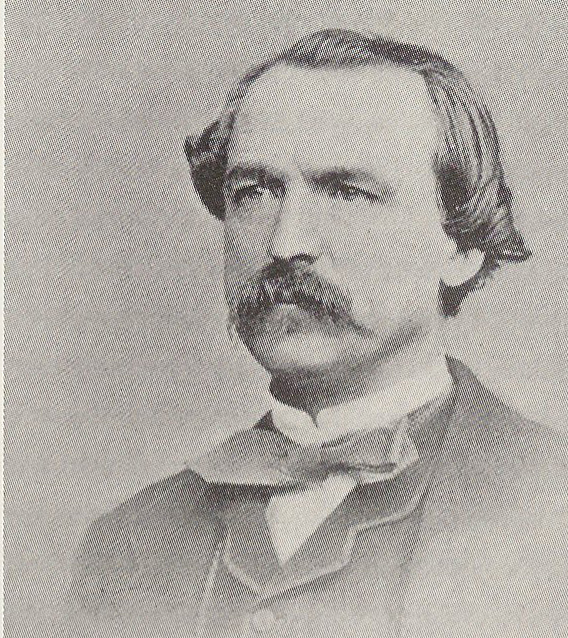
Emanuele Muzio, el único alumno de Verdi

En abril de 1844, Verdi aceptó a Emanuele Muzio, ocho años menor que él, como alumno y copista. Lo conocía desde aproximadamente 1828 como otro de los protegidos de Barezzi. Muzio, que de hecho fue su único alumno, se convirtió en indispensable para el compositor. Informó a Barezzi que Verdi «tiene una amplitud de espíritu, de generosidad, de sabiduría». En noviembre de 1846, Muzio escribió sobre Verdi: «Si pudieras vernos, parecería más un amigo que un alumno. Siempre estamos juntos en la cena, en los cafés, cuando jugamos a las cartas... En general, él no va a ningún sitio sin mí a su lado. En la casa tenemos una gran mesa y los dos escribimos allí juntos, por lo que siempre tengo su consejo». Muzio permaneció asociado con Verdi, le ayudó en la preparación de partituras y transcripciones, y más tarde dirigió muchas de sus obras en sus estrenos en Estados Unidos y en otros lugares fuera de Italia. Fue elegido por él como uno de los ejecutores de su testamento, pero falleció antes que el compositor, en 1890.
Después de un período de enfermedad, Verdi comenzó a trabajar en Macbeth en septiembre de 1846. Dedicó la ópera a Barezzi: «Durante mucho tiempo tuve la intención de dedicarte una ópera, ya que has sido padre, benefactor y amigo para mí. Fue un deber que debería haber cumplido antes si las circunstancias imperiosas no me lo hubieran impedido. Ahora, te envío Macbeth, que valoro sobre todas mis otras óperas y, por lo tanto, considero más digna de presentarte». En 1997, Martin Chusid escribió que Macbeth fue la única de las óperas de Verdi de su «primer período» que permaneció regularmente en el repertorio internacional, aunque en el siglo XXI Nabucco también entró en las listas.
La voz de Strepponi decayó y sus compromisos se agotaron en el período de 1845 a 1846, por lo que regresó a vivir a Milán mientras mantenía contacto con Verdi como su «partidario, promotor, asesor no oficial y secretario ocasional», hasta que decidió mudarse a París en octubre de 1846. Antes de irse, Verdi le entregó una carta que prometía su amor. En el sobre, Strepponi escribió: «5 o 6 de octubre de 1846. Pondrán esta carta en mi corazón cuando me entierren».

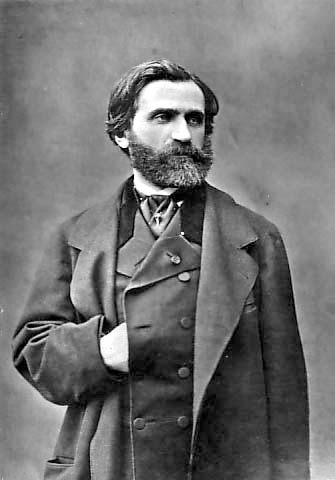
Giuseppe Verdi (circa 1850)

Verdi había completado I masnadieri para Londres en mayo de 1847, a excepción de la orquestación. Esto lo mantuvo hasta que la ópera estuvo en ensayo, ya que quería escuchar «a [Jenny] Lind y modificar su papel para que se adaptara a ella más exactamente». Verdi acordó realizar el estreno el 22 de julio de 1847 en el Her Majesty's Theatre, así como la segunda actuación. La reina Victoria y el príncipe Alberto asistieron al estreno y, en su mayor parte, la prensa fue generosa en sus elogios.
Durante los siguientes dos años, a excepción de dos visitas a Italia durante períodos de disturbios políticos, Verdi vivió en París. Tras una semana de su regreso a la ciudad, en julio de 1847, recibió su primer encargo de la Ópera de París. Acordó adaptar I Lombardi a un nuevo libreto francés. El resultado fue Jerusalén, que contenía cambios significativos en la música y la estructura de la obra —incluida una extensa escena de ballet) para cumplir con las expectativas parisinas—. Recibió la Orden de Caballero de la Legión de Honor. Para satisfacer sus contratos con el editor Francesco Lucca, Verdi compuso a toda velocidad El corsario. Budden comenta: «en ninguna otra ópera suya, Verdi parece haber tomado tan poco interés antes de ser puesta en escena».
Al escuchar la noticia de las Cinco jornadas de lucha callejera que tuvieron lugar entre el 18 y el 22 de marzo de 1848 que expulsaron temporalmente a los austríacos de Milán, Verdi llegó allí el 5 de abril. Descubrió que Piave era ahora «Ciudadano Piave» de la recién proclamada República de San Marco. Al escribirle una carta patriótica en Venecia, Verdi concluyó: «¡Destierren todas las pequeñas ideas municipales! Todos debemos extender una mano fraterna e Italia se convertirá en la primera nación del mundo... ¡Estoy embriagado de alegría! ¡Imaginen que no hay más alemanes aquí!».
El poeta Giuseppe Giusti amonestó a Verdi por alejarse de los temas patrióticos y le rogó que «haga lo que pueda para alimentar el [dolor del pueblo italiano], fortalecerlo y dirigirlo a su objetivo». Cammarano sugirió adaptar la obra de 1828 de Joseph Méry La Bataille de Toulouse, que describió como una historia «que debería conmover a todo hombre con un alma italiana en el pecho». El estreno se fijó para finales de enero de 1849. Verdi viajó a Roma antes de finales de 1848. Encontró esa ciudad a punto de convertirse en una república (de corta duración), que comenzó pocos días después del estreno de La batalla de Legnano, la cual fue recibida con entusiasmo. Las últimas palabras del héroe tenor estaban en consonancia con el espíritu de la época: «Quien muere por la patria no puede ser malvado».
Verdi tenía la intención de regresar a Italia a principios de 1848, pero su trabajo y una enfermedad se lo impidieron, así como, muy probablemente, por su creciente apego a Strepponi. Verdi y Strepponi abandonaron París en julio de 1849: la causa inmediata fue un brote de cólera, y el compositor fue directamente a Busseto para continuar trabajando en completar su última ópera, Luisa Miller, para una producción en Nápoles a finales de año.

### La trilogía popular (1849-1853)

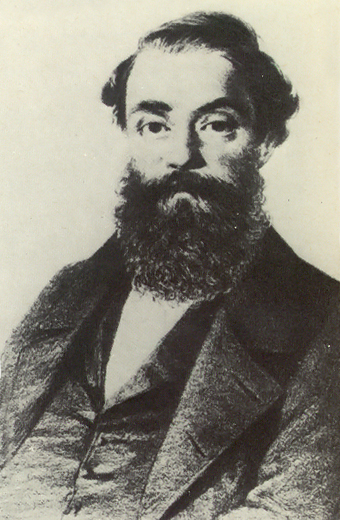
Francesco Maria Piave fue libretista de Verdi en obras como Rigoletto y La traviata

Verdi se comprometió con el editor Giovanni Ricordi en una ópera para Trieste, que se convirtió en Stiffelio, en la primavera de 1850. Posteriormente, a raíz de las negociaciones con La Fenice de Venecia, Piave desarrolló un libreto basado en El rey se divierte de Victor Hugo y el compositor escribió la música para Rigoletto, en marzo de 1851. Fue la primera de una serie de tres óperas, conocida como «trilogía popular» —seguida de El trovador y La traviata—, que consolidarían su fama como maestro de la ópera.
El fracaso de Stiffelio —atribuible no menos a los censores de la época, que se ofendieron por el tema tabú del supuesto adulterio de la esposa de un clérigo e interfirieron con el texto y los personajes— incitó a Verdi a esforzarse para reelaborarlo, aunque incluso la versión completamente reciclada de Aroldo (1857) tampoco le complació. Rigoletto, con su pretendido asesinato de la realeza y sus sórdidos atributos, también molestó a los censores. Verdi no cedería:

What does the sack matter to the police? Are they worried about the effect it will produce?...Do they think they know better than I?...I see the hero has been made no longer ugly and hunchbacked!! Why? A singing hunchback...why not?...I think it splendid to show this character as outwardly deformed and ridiculous, and inwardly passionate and full of love. I chose the subject for these very qualities...if they are removed I can no longer set it to music.
¿Qué le importa a la policía? ¿Están preocupados por el efecto que producirá?... ¿Creen que lo saben mejor que yo?... ¡Veo que el héroe ya no es feo y jorobado! ¿Por qué? Un jorobado cantando... ¿por qué no? Creo que es espléndido mostrar a este personaje como exteriormente deformado y ridículo, pero interiormente apasionado y lleno de amor. Elegí el tema por estas mismas cualidades... si se eliminan, ya no puedo ponerlo en música.

Sustituyó al rey por un duque y la respuesta pública y el posterior éxito de la ópera en toda Italia y Europa reivindicaron por completo al compositor. Consciente de que la melodía de la canción del duque «La donna è mobile» se convertiría en un éxito popular, Verdi la excluyó de los ensayos orquestales para la ópera y ensayó con el tenor por separado.

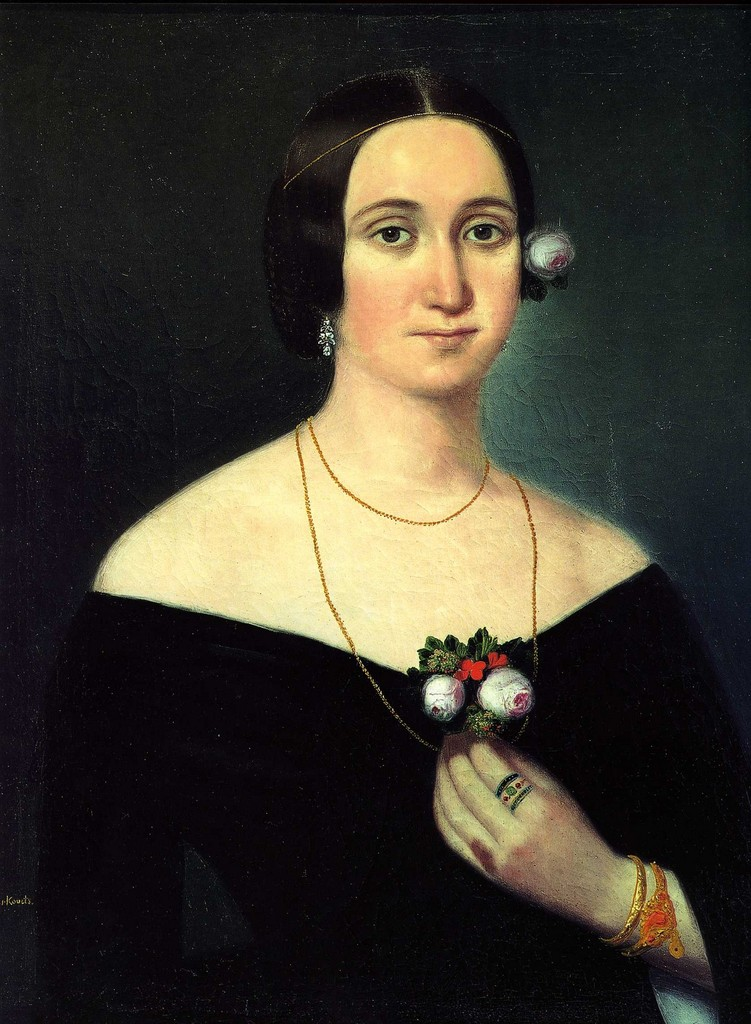
Giuseppina Strepponi en la década de 1850

Durante varios meses, Verdi estuvo preocupado por asuntos familiares. Estos surgieron por la forma en que los ciudadanos de Busseto trataban a Giuseppina Strepponi, con quien vivía abiertamente sin estar casados. La rechazaron en el pueblo y en la iglesia, y aunque el compositor parecía indiferente, ciertamente no lo era. Además, estaba preocupado por la administración de su propiedad recién adquirida en Sant'Agata. Una separación cada vez mayor entre él y sus padres quizás también fue atribuible a Strepponi. En enero de 1851, Verdi rompió relaciones con sus padres y en abril se les ordenó abandonar Sant'Agata. Encontró una nueva ubicación para ellos y los ayudó financieramente a establecerse en su nuevo hogar. Puede que no sea coincidencia que sus seis óperas escritas en el período 1849-1853 (La batalla, Luisa Miller, Stiffelio, Rigoletto, El trovador y La traviata), tengan, exclusivamente en su obra, heroínas que son, en palabras del crítico operístico Joseph Kerman, «mujeres que sufren por transgresiones sexuales, reales o percibidas». Kerman, como el psicólogo Gerald Mendelssohn, considera que esta elección de temas está influenciada por la incómoda pasión de Verdi por Strepponi.
Verdi y Strepponi se mudaron a Sant'Agata el 1 de mayo de 1851. En ese mes, le llegó una oferta para una nueva ópera de La Fenice, que finalmente realizó como La traviata. Fue seguido por un acuerdo con la compañía Ópera de Roma para representar El trovador en enero de 1853. En ese momento tenía suficientes ganancias como para retirarse, si lo hubiera deseado. Había alcanzado una etapa en la que podía desarrollar sus óperas como deseaba, en lugar de depender de encargos de terceros. El trovador fue, de hecho, la primera ópera que escribió sin un encargo específico, aparte de Oberto. Casi al mismo tiempo, comenzó a considerar crear una ópera de El rey Lear de William Shakespeare. Después de buscar primero (1850) un libreto de Cammarano —que nunca llegó—, más tarde (1857) le encargó uno a Antonio Somma, pero esto resultó muy complicado y nunca escribió dicha obra. Comenzó a trabajar en El trovador después de la muerte de su madre en junio de 1851. El hecho de que esta sea «la única ópera de Verdi que se centra en una madre en lugar de un padre» está quizás relacionado con dicha muerte.
En el invierno de 1851-1852, Verdi decidió ir a París con Strepponi, donde llegó a un acuerdo con la Opéra para escribir lo que se convirtió en Las vísperas sicilianas, su primera obra original al estilo de la grand opéra. En febrero de 1852, la pareja asistió a una representación de La dama de las camelias de Alexandre Dumas y Verdi inmediatamente comenzó a componer música para lo que luego se convertiría en La traviata.
Después de su visita a Roma para El trovador en enero de 1853, trabajó para completar La traviata, pero con pocas esperanzas de éxito, debido a su falta de confianza en cualquiera de los cantantes comprometidos para la temporada. Además, la dirección insistió en que la ópera tuviera un ambiente histórico, no contemporáneo. El estreno en marzo de 1853 fue un fracaso. Verdi escribió: «¿Fue culpa mía o de los cantantes? El tiempo lo dirá». Las producciones posteriores, después de algunas reescrituras, en toda Europa durante los siguientes dos años reivindicaron por completo al compositor. Roger Parker escribió «El trovador sigue siendo una de las tres o cuatro óperas más populares del repertorio verdiano: pero nunca ha complacido a los críticos».

### Consolidación y política (1853-1860)

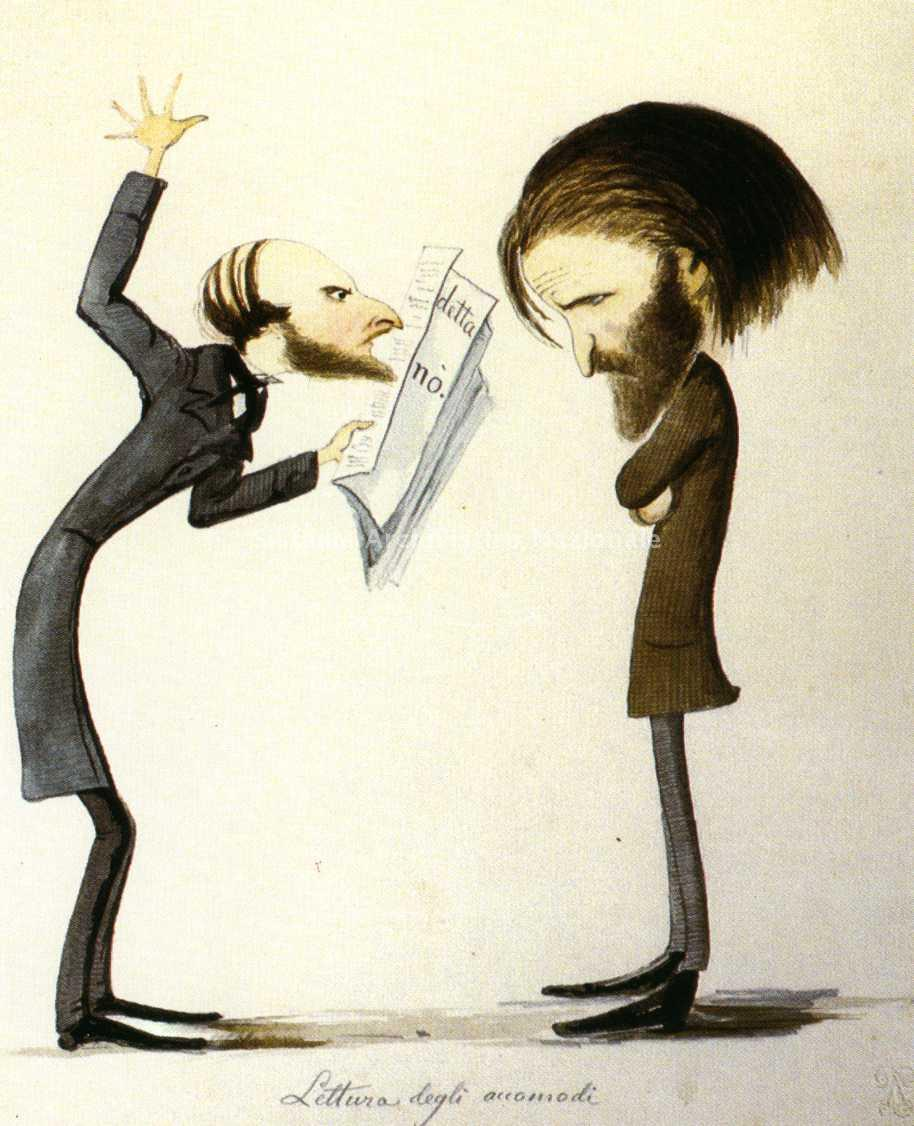
Verdi y el censor de Nápoles cuando preparaba Un baile de máscaras, caricatura de Delfico

En los once años que pasaron hasta que compuso La traviata, Verdi había escrito dieciséis óperas. Durante los siguientes dieciocho años —hasta Aida—, escribió solo seis nuevas obras para el escenario. Estaba feliz de regresar a Sant'Agata y, en febrero de 1856, informaba de un «abandono total de la música, leer un poco, ocuparme otro poco de la agricultura y los caballos, eso es todo». Un par de meses después, escribió en la misma línea a la condesa Maffei: «no estoy haciendo nada. No leo. No escribo. Camino por los campos de la mañana a la tarde, tratando de recuperarme, hasta ahora sin éxito, por los problemas estomacales que me causaron Las vísperas sicilianas. ¡Malditas óperas!». Una carta de 1858 de Strepponi al editor Léon Escudier describe el tipo de estilo de vida que atraía cada vez más al compositor: «su amor por el país se ha convertido en una manía, locura, rabia y furia. Cualquier cosa que le guste es exagerada. Se levanta casi al amanecer, para ir y examinar el trigo, el maíz, las vides, etc. Afortunadamente nuestros gustos por este tipo de vida coinciden, excepto en lo que respecta a la salida del sol, que le gusta ver y vestirse, y yo desde mi cama».
No obstante, el 15 de mayo, Verdi firmó un contrato con La Fenice para una ópera para la primavera siguiente. Esta iba a ser Simón Boccanegra. La pareja se quedó en París hasta enero de 1857 para abordar estas propuestas y también la oferta de presentar la versión traducida de El trovador como una grand opéra. Verdi y Strepponi viajaron a Venecia en marzo para el estreno de Simón Boccanegra, que resultó ser un «fiasco» —como Verdi informó, aunque en la segunda y tercera noches, la recepción mejoró considerablemente—.

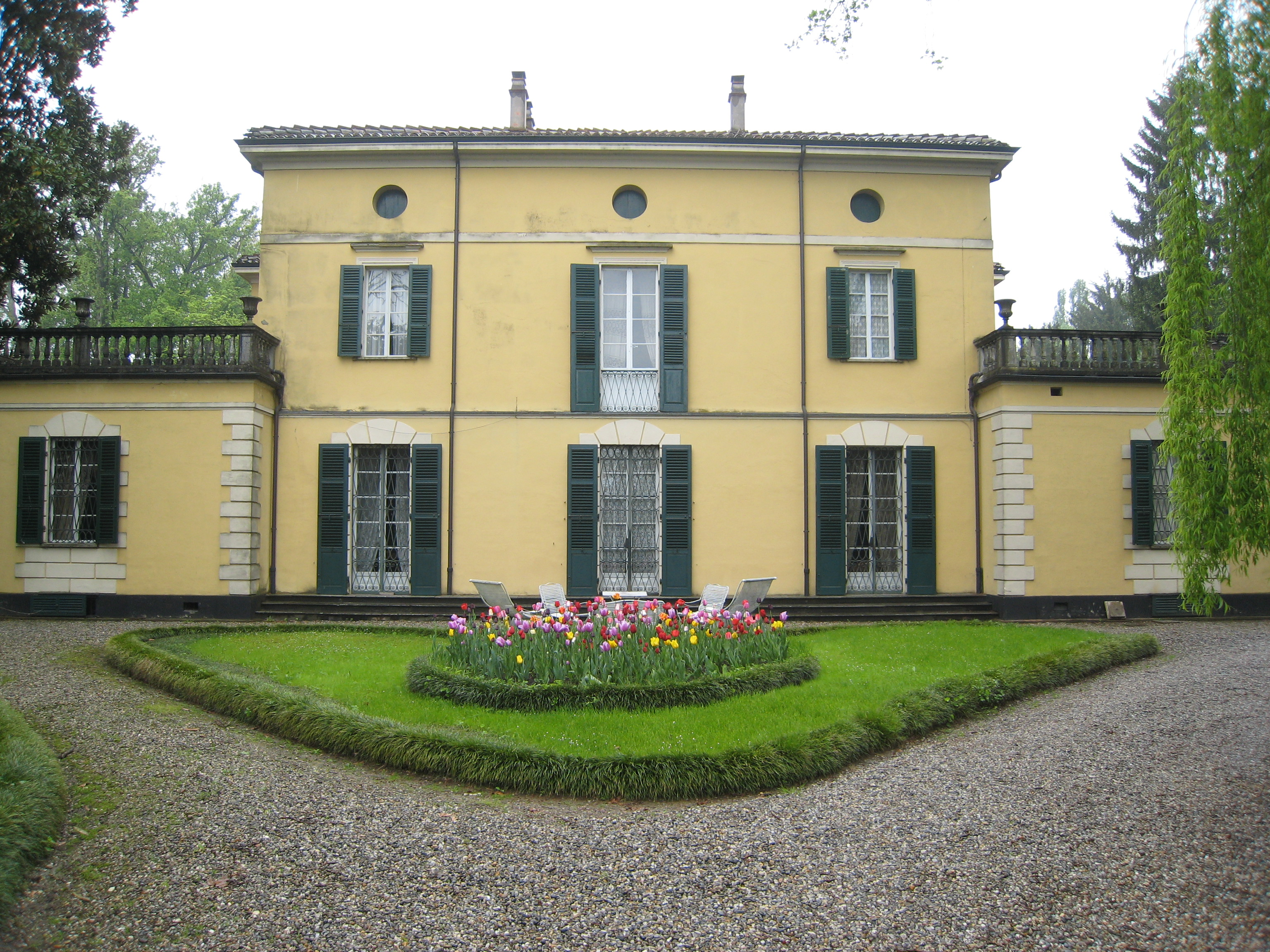
Villa Verdi en Sant'Agata, su residencia cercana a Busseto

Con Strepponi, Verdi fue a Nápoles a principios de enero de 1858 para trabajar con Somma en el libreto de la ópera Gustave III, que más de un año después se convertiría en Un baile de máscaras. Para entonces, había comenzado a escribir sobre Strepponi como «mi esposa» y estaba firmando sus cartas como «Giuseppina Verdi». Se enfureció contra los estrictos requisitos del censor napolitano al afirmar: «Me estoy ahogando en un mar de problemas. Es casi seguro que los censores prohibirán nuestro libreto». Sin esperanza de ver su Gustave III escenificado como lo había escrito, rompió su contrato. Esto dio lugar a litigios y contralitigios. Con los problemas legales resueltos, el compositor era libre de presentar el libreto y el esquema musical de Gustave III a la Ópera de Roma. Allí, los censores exigieron más cambios. En este punto, la ópera tomó el título de Un baile de máscaras.
Al llegar a Sant'Agata en marzo de 1859, Verdi y Strepponi encontraron la ciudad cercana de Piacenza ocupada por unas 6000 tropas austriacas que la habían convertido en su base para combatir el aumento del interés italiano en la unificación en la región del Piamonte. En la Segunda guerra de la Independencia italiana que siguió, los austriacos abandonaron la región y comenzaron a abandonar Lombardía, aunque mantuvieron el control de la región de Venecia bajo los términos del armisticio firmado en Villafranca di Verona. Verdi estaba disgustado por este resultado: «¿Dónde está entonces la independencia de Italia, por tanto tiempo esperada y prometida?... ¿Venecia no es italiana? Después de tantas victorias, ¿qué resultado?... Es suficiente para volver loco a uno», le escribió a Clara Maffei.
Verdi y Strepponi decidieron casarse y viajaron a Collonges-sous-Salève, un pueblo que entonces formaba parte de Piamonte. El 29 de agosto de 1859 la pareja se casó allí, con solo el cochero que los había llevado y el campanero de la iglesia como testigos. A finales de 1859, Verdi escribió a su amigo Cesare De Sanctis «[Desde que terminé Un baile] no he hecho más música, no he visto más música, no he pensado más en la música. Ni siquiera sé cómo es mi última ópera y casi no la recuerdo». Comenzó a remodelar Sant'Agata, que tardó la mayor parte de 1860 en completarse y en la que continuó trabajando durante los siguientes veinte años. Esto incluyó un trabajo importante en una habitación cuadrada que se convirtió en su taller, su dormitorio y su oficina.

### DeLa fuerza del destinoaOtelo(1860-1887)

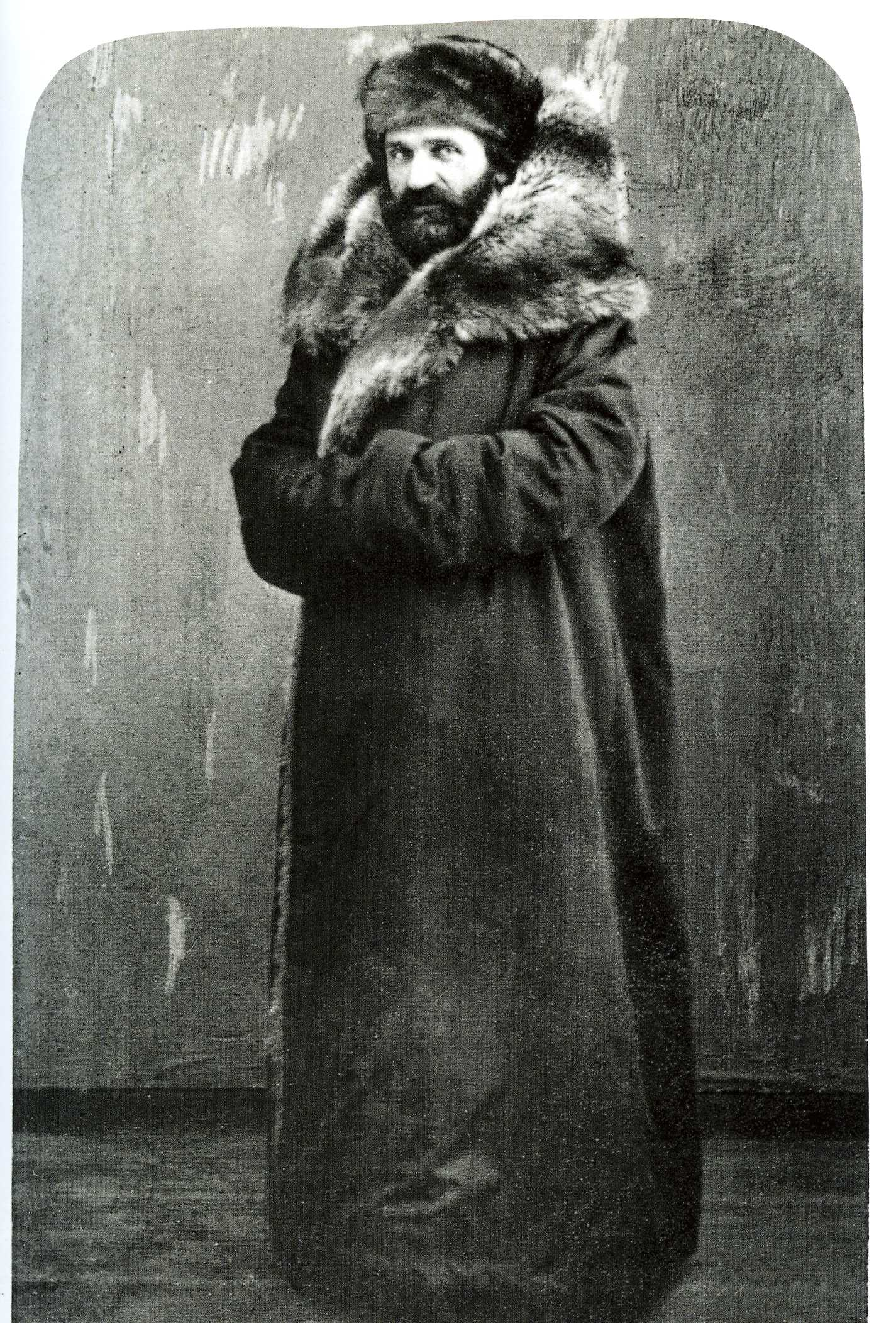
Giuseppe Verdi en Rusia, 1861-1862

En los meses posteriores a la puesta en escena de El baile de máscaras, varias compañías de ópera se acercaron a él en busca de una nueva obra o haciendo ofertas para presentar una de las existentes, pero las rechazó todas. Sin embargo, cuando en diciembre de 1860 el Teatro Imperial de San Petersburgo realizó una oferta de 60 000 francos más todos los gastos fue, sin duda, un fuerte incentivo. A Verdi se le ocurrió la idea de adaptar la obra española de 1835 Don Álvaro o la fuerza del sino del duque de Rivas, que se convirtió en La fuerza del destino, con libreto de Piave. Los Verdi llegaron a San Petersburgo en diciembre de 1861 para el estreno, pero por problemas con el reparto tuvo que posponerse.
Al regresar desde Rusia, pasando por París, el 24 de febrero de 1862, Verdi se encontró con dos jóvenes escritores italianos, Arrigo Boito y Franco Faccio, de veinte años. El compositor había sido invitado a escribir una pieza musical para la Exposición Universal de Londres de 1862 y encargó a Boito escribir un texto, que se convirtió en el Himno de las naciones, que incluye las melodías de los himnos italiano, francés e inglés. Boito, como partidario de la grand opéra de Giacomo Meyerbeer y compositor de ópera por derecho propio, fue más tarde en la década de 1860 crítico de la «dependencia de Verdi en la fórmula más que en la forma», lo que provocó la ira del compositor. Sin embargo, se convirtió en colaborador cercano del compositor en sus últimas óperas. El estreno de San Petersburgo de La fuerza del destino finalmente tuvo lugar en septiembre de 1862 y Verdi recibió la Orden de San Estanislao.
La vuelta de Macbeth en París en 1865 no fue un éxito, pero obtuvo un encargo para una nueva obra, Don Carlos, basada en la obra Don Carlos de Friedrich Schiller. Junto con Giuseppina pasaron finales de 1866 y gran parte de 1867 en París, donde escucharon, sin mucho entusiasmo, la última ópera de Giacomo Meyerbeer, L'Africaine, y la obertura de Richard Wagner Tannhäuser. El estreno de la ópera en 1867 atrajo comentarios diversos. Mientras el crítico Théophile Gautier elogió la obra, el compositor Georges Bizet estaba decepcionado por el estilo cambiante del compositor: «Verdi ya no es italiano. Está siguiendo a Wagner».
Durante las décadas de 1860 y 1870, prestó gran atención a su propiedad alrededor de Busseto, compró tierras adicionales, lidió con mayordomos insatisfactorios —uno que incluso malversó fondos—, instaló riego y sobrellevó cosechas variables y recesiones económicas. En 1867, murieron su padre, Carlo, con quien había restablecido buenas relaciones, y su antiguo mecenas y suegro, Antonio Barezzi. Verdi y Giuseppina decidieron adoptar a la sobrina nieta de Carlo, Filomena Maria Verdi, que entonces tenía siete años, como su propia hija. Se casó en 1878 con el hijo del amigo y abogado de Verdi, Angelo Carrara, y su familia se convirtió finalmente en heredera de la herencia del compositor.

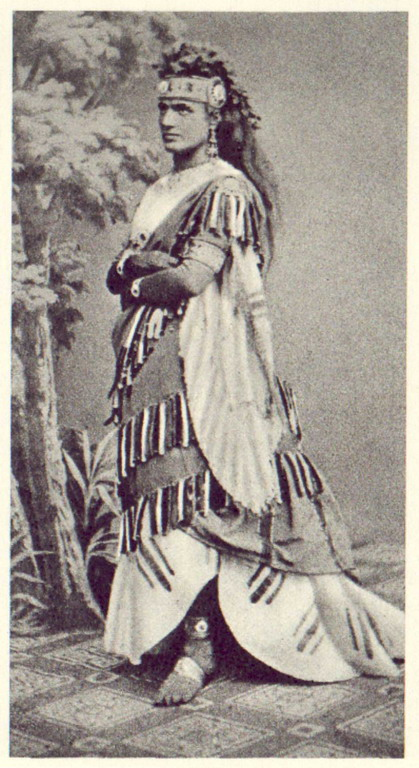
Teresa Stolz en la representación de Aida en 1872 en Parma

El gobierno egipcio encargó Aida para el teatro de ópera construido por Ismail Pachá para celebrar la apertura del Canal de Suez en 1869. El teatro de ópera en realidad abrió con una producción de Rigoletto. El libreto en prosa en francés de Camille du Locle, basado en un escenario del egiptólogo Auguste Mariette, fue transformado al italiano por Antonio Ghislanzoni. A Verdi se le ofreció la enorme suma de 150 000 francos por la ópera —aunque confesó que el Antiguo Egipto fue «una civilización que nunca he podido admirar»— y se estrenó en El Cairo en 1871. Pasó gran parte de 1872 y 1873 supervisando las producciones italianas de Aida en Milán, Parma y Nápoles, donde actuó efectivamente como productor y exigió altos estándares y tiempos de ensayo adecuados. Durante los ensayos para la producción de Nápoles, escribió su Cuarteto para cuerdas en mi menor (1873), la única obra de música de cámara que sobrevivió y la única obra importante en dicha forma de un italiano del siglo XIX.
En 1869, se le pidió que compusiera una sección para una misa de réquiem en memoria de Gioachino Rossini. Recopiló y completó el réquiem, pero su obra no se representó y su estreno no tuvo lugar hasta 1988. Cinco años más tarde, Verdi reelaboró su sección «Libera Me» del Réquiem de Rossini y la convirtió en parte de su Réquiem en honor a Alessandro Manzoni, quien había muerto en 1873. El Réquiem completo se interpretó por primera vez en la catedral de Milán en el aniversario de la muerte de Manzoni el 22 de mayo de 1874. La soprano spinto Teresa Stolz, que había cantado en producciones de La Scala desde 1865 en adelante, fue la solista en la primera y posteriores representaciones del Réquiem. En febrero de 1872, actuó en Aida en su estreno europeo en Milán. Tuvo una estrecha relación personal con Verdi —se conjetura cuánto de estrecha exactamente—, lo que provocó la inquietud de Giuseppina. Las mujeres se reconciliaron y Stolz siguió siendo pareja de Verdi después de la muerte de Giuseppina en 1897 hasta su propia muerte.
Verdi dirigió su Réquiem en París, Londres y Viena en 1875 y en Colonia en 1876. Parecía que sería su última obra. En palabras de su biógrafo John Rosselli, «lo confirmó como el único genio presidente de la música italiana. Ningún otro compositor... se le acercó en popularidad o reputación». Verdi, ahora en sus sesenta años, parecía dirigirse al retiro. Deliberadamente evitó las oportunidades de publicitarse o involucrarse con nuevas producciones de sus obras, pero en secreto comenzó a trabajar en Otelo, que Boito —con quien se había reconciliado por mediación de Ricordi— le había propuesto en privado en 1879. La composición se retrasó por una revisión de Simón Boccanegra que Verdi emprendió con Boito, producida en 1881, y una revisión de Don Carlos. Incluso cuando Otelo estuvo prácticamente completa, Verdi bromeó «¿La termino? ¿Lo hago? Es difícil de decir, incluso para mí». Cuando se filtraron las noticias, los teatros de ópera de toda Europa lo presionaron con peticiones. Finalmente, la ópera se estrenó triunfalmente en La Scala en febrero de 1887.

### Falstaffy últimos años (1887-1901)

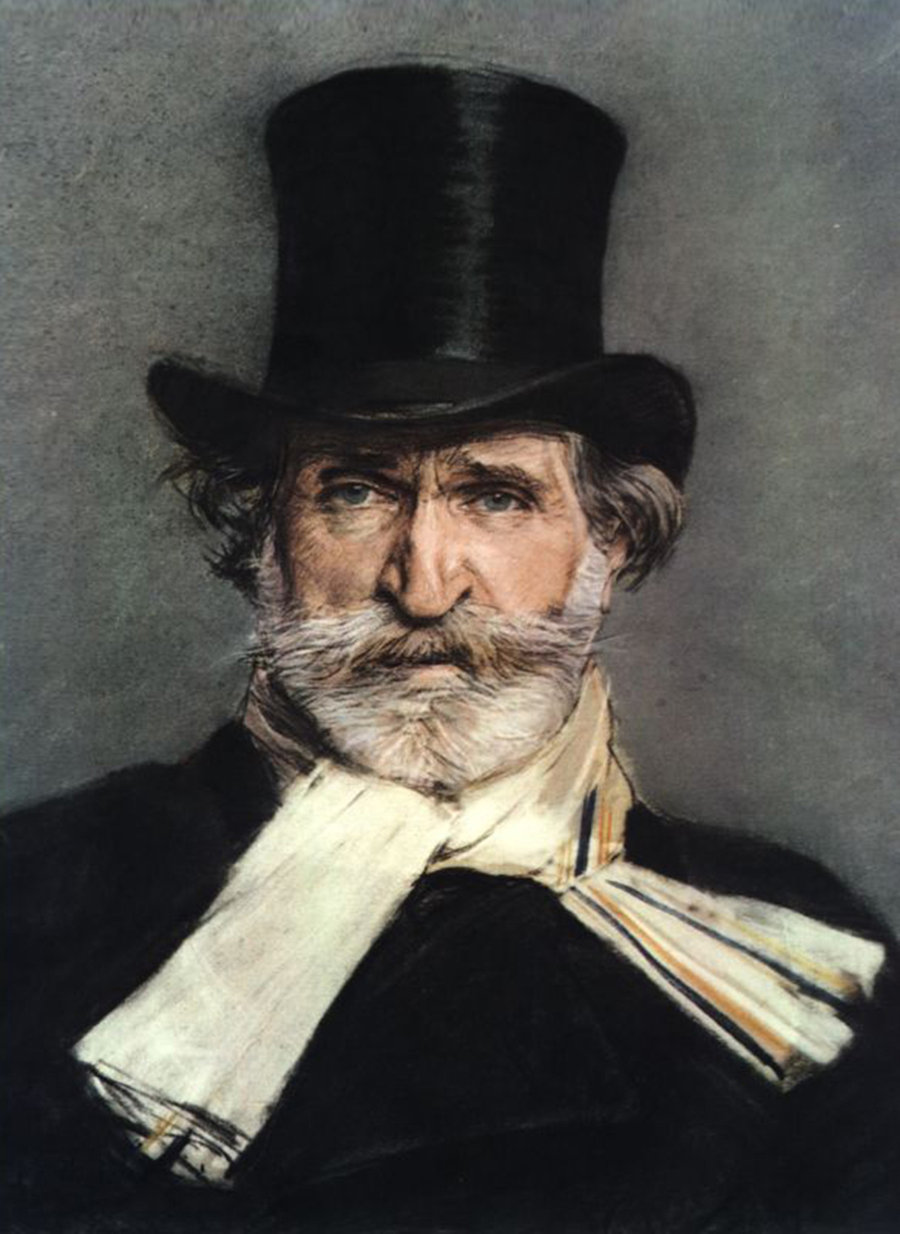
Retrato de Giuseppe Verdi por Giovanni Boldini (1886), Galería Nacional de Arte Moderno de Roma

Tras el éxito de Otelo, Verdi comentó: «Después de haber masacrado implacablemente a tantos héroes y heroínas, por fin tengo derecho a reír un poco». Había considerado una variedad de temas cómicos, pero no había encontrado ninguno de ellos del todo adecuado y le confió su ambición a Boito. El libretista no dijo nada en ese momento, pero en secreto comenzó a trabajar en un libreto basado en Las alegres comadres de Windsor con material adicional tomado de Enrique IV, parte 1 y parte 2. Verdi recibió el borrador del libreto probablemente a principios de julio de 1889, después de haber leído la obra de Shakespeare: «¡Benissimo! ¡Benissimo!... Nadie podría haberlo hecho mejor que tú», le escribió a Boito. Pero aún tenía dudas: su edad, su salud —que admitía era buena— y su capacidad para completar el proyecto: «¿Si no terminara la música? Si el proyecto fracasara, habría sido una pérdida de tiempo para Boito y lo habría distraído de completar su propia nueva ópera». Finalmente, el 10 de julio de 1889, volvió a escribir: «¡Que así sea! ¡Hagamos Falstaff! ¡Por ahora, no pensemos en obstáculos, edad ni enfermedades!». Verdi enfatizó la necesidad de mantener el secreto, pero continuó: «si estás de humor, comienza a escribir». Más tarde, escribió a Boito: «qué alegría poder decirle al público: ¡¡¡AQUÍ ESTAMOS DE NUEVO!!! ¡VENID A VERNOS!».
El estreno de Falstaff tuvo lugar en La Scala el 9 de febrero de 1893. Durante la primera noche, los precios oficiales de las entradas fueron treinta veces más altos de lo habitual. La realeza, la aristocracia, los críticos y las principales figuras de las artes en toda Europa estuvieron presentes. La actuación fue un gran éxito, los números tuvieron bises y al final los aplausos para Verdi y el elenco duraron una hora. Fue seguido por una tumultuosa bienvenida cuando el compositor, su esposa y Boito llegaron al Grand Hotel de Milán. Incluso se produjeron más escenas agitadas cuando fue a Roma en mayo para el estreno de la ópera en el Teatro Costanzi, cuando multitudes de simpatizantes en la estación de ferrocarril obligaron inicialmente a Verdi a refugiarse en un cobertizo para herramientas. Fue testigo de la actuación desde el palco real al lado del rey Humberto y la reina Margarita Teresa de Saboya.
En sus últimos años, Verdi emprendió una serie de empresas filantrópicas, publicó en 1894 una canción en beneficio de las víctimas del terremoto en Sicilia y, desde 1895 en adelante, planificó, construyó y dotó un hogar de descanso para músicos retirados en Milán, la Casa di Riposo per Musicisti (Casa Verdi), y la construcción de un hospital en Villanova sull'Arda, cerca de Busseto. Su última composición importante, el conjunto coral Quattro Pezzi Sacri, se publicó en 1898. En 1900, estaba profundamente molesto por el asesinato del rey Humberto y esbozó un poema en su memoria, pero no pudo completarlo.

### Fallecimiento

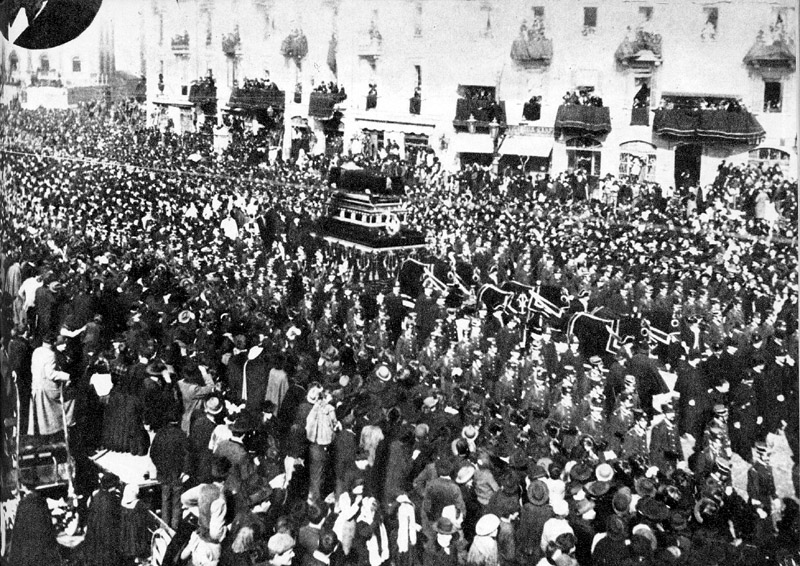
Funeral de estado de Giuseppe Verdi

El día de Año Nuevo de 1901, el poeta romano Cesare Pascarella se encontraba entre sus invitados. Debido al frío, Verdi permaneció dentro de casa desde más o menos el 3 de enero hasta el 18, cuando escribió a Barberina Strepponi. En su última carta a De Amicis, Verdi le decía que estaba vegetando, no viviendo, y que no sabía qué hacía aún en este mundo. La mañana del 21 de enero sufrió una embolia, justo después de una visita de su médico. Sentado en el borde de la cama, empezó a temblar mientras se abrochaba el chaleco. Cuando la doncella le habló, él repuso: «Un botón más o un botón menos», y cayó sobre la cama, inconsciente. Los gritos de la doncella atrajeron a su hija Maria, que llamó al médico del hotel mientras esperaban que regresara el de cabecera. Su diagnóstico fue una parálisis del lado derecho de su cuerpo, debido a un derrame cerebral. El doctor Grocco, que volvió presuroso a Milán desde Florencia para estar con su ilustre paciente, no pudo hacer nada. Aunque los ojos de Verdi no mostraban reacción a la luz, existía cierto movimiento en los brazos y las manos. Durante varios días, su respiración fue regular y tenía buen color.

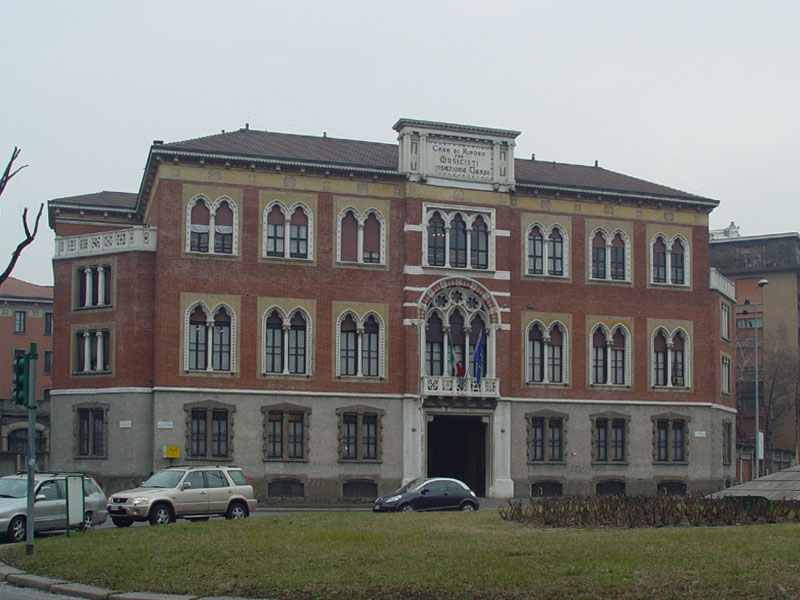
La Casa Verdi, donde fue enterrado el compositor

Desde el día que Verdi se sumió en la inconsciencia, el Grand Hotel y la ciudad de Milán hicieron tremendos esfuerzos para reducir el bullicio y el tráfico en torno al hotel. La noticia de la enfermedad del compositor quedó un tanto ensombrecida por la muerte de la reina Victoria, pero al cabo de un día volvía a ser el centro de atención en la prensa nacional. En la mañana del 26 de enero, nadie pensaba que sobreviviera a ese día. Se emitieron boletines a las 10:15 y a las 10:30, y más tarde a las 15:45. A las 16:00, los médicos dijeron que ya no se publicarían más boletines. Dos horas después, Verdi dejó de respirar, pero solo unos instantes. Reunidos en el hotel estaban Boito, Giacosa, Stolz, Campanari, Maria y Peppina Carrara, Alberto Carrara y todos los Ricordi. No se permitió a nadie entrar en el edificio, porque Stolz cerró las puertas con los periodistas dentro. Se bajaron todas las persianas y se apagaron todas las luces fuera del hotel. A las 11 de la noche, los médicos comunicaron a la familia que Verdi había entrado en un coma irreversible. Verdi falleció a las 2:50 de la madrugada del 27 de enero de 1901. Al cabo de unos minutos, en la calle empezó a reunirse una multitud, que guardó un respetuoso silencio. Al amanecer, las banderas de la ciudad y las de las iglesias presentaban cintas negras en señal de luto.
Durante los tres días siguientes, la mayoría de las tiendas de Milán permanecieron cerradas. La Cámara de los Diputados dedicó la mayor parte del lunes a una conmemoración de su antiguo miembro, que fue descrito como «una de las mayores expresiones del genio nacional, nuestra gloria más brillante, pura y favorecida».
Verdi fue enterrado inicialmente en una ceremonia privada en el Cimitero Monumentale de Milán. Un mes después, su cuerpo fue trasladado a la cripta de la Casa Verdi. En esta ocasión, Arturo Toscanini dirigió un coro de 820 cantantes que interpretaron el coro de los esclavos de Nabucco, «Va, pensiero». Asistió una enorme multitud, estimada en 300 000 personas. Su entierro causó una gran conmoción popular y al paso del cortejo fúnebre el público entonó espontáneamente «Va, pensiero». Boito le escribió a un amigo, en palabras que recuerdan la misteriosa escena final de Don Carlos, «[Verdi] duerme como un rey de España en su Escorial, debajo de una losa de bronce que lo cubre por completo».

## Obra
El escritor Friedrich Schiller —cuatro de cuyas obras de teatro fueron adaptadas como óperas por Verdi— distinguió dos tipos de artistas en su ensayo de 1795 Über naive und sentimentalische Dichtung (Sobre la poesía ingenua y sentimental). El filósofo Isaiah Berlin clasificó a Verdi en la categoría «ingenuo»: «No son... conscientes de sí mismos. No... se apartan para contemplar sus creaciones y expresar sus propios sentimientos... Son capaces... si tienen genio, para encarnar completamente su visión». Las óperas de Verdi no están escritas de acuerdo con una teoría estética o con el propósito de cambiar los gustos de sus audiencias. En una conversación con un visitante alemán en 1887, se registra que dice eso, mientras que «había mucho que admirar en [las óperas de Wagner] Tannhäuser y Lohengrin... en sus últimas óperas [Wagner] parecía estar sobrepasando los límites de lo que puede expresarse en música. Para él la «música filosófica» era incomprensible». Aunque las obras de Verdi pertenecen, como Rosselli admite, «al más artificial de los géneros... suenan emocionalmente verdaderas: la verdad y la franqueza las hacen emocionantes, a menudo enormemente».

### Períodos
El primer estudio de la música de Verdi, publicado en 1859 por el crítico italiano Abraham Basevi, ya distinguió cuatro períodos en la música de Verdi. El primer período «grandioso» terminó de acuerdo con Basevi con La batalla de Legnano (1849) y comenzó un estilo «personal» con la siguiente ópera, Luisa Miller. Los críticos están de acuerdo en que estas dos óperas marcan la división entre los períodos «temprano» y «medio» de Verdi. Se cree que el período «medio» termina con La traviata (1853) y Las vísperas sicilianas (1855), con un período «tardío» que comienza con Simón Boccanegra (1857) hasta Aida (1871). Las dos últimas óperas, Otelo y Falstaff, junto con el Réquiem y las Quattro Pezzi Sacri, representan un período «final».

#### Período temprano
Verdi afirmó en su autobiografía que durante su aprendizaje inicial con Lavigna «no hice nada más que cánones y fugas... Nadie me enseñó la orquestación o cómo manejar la música dramática». Es conocido por haber escrito una variedad de música para la Società Filarmonica de Busseto, incluyendo música vocal, música de banda y obras de cámara —y una obertura alternativa de El barbero de Sevilla de Rossini—, pero pocas de estas obras sobreviven.
Verdi utilizó en sus primeras óperas —y, en sus propias versiones estilizadas, a lo largo de su trabajo posterior— los elementos estándar del contenido de la ópera italiana de la época, referido por el escritor de ópera Julian Budden como el «Código Rossini», por el compositor que estableció a través de su obra y popularidad los patrones aceptados de esta forma. También fueron utilizados por los compositores dominantes durante los primeros años de la carrera de Verdi, Vincenzo Bellini, Gaetano Donizetti y Saverio Mercadante. Entre los elementos esenciales están el aria, el dueto, el conjunto y la secuencia finale de un acto. El formato aria, centrado en un solista, típicamente involucraba tres secciones: una introducción lenta, marcada típicamente cantabile o adagio, un tempo di mezzo que podría involucrar coro u otros personajes, y una cabaletta, una oportunidad para cantar bravura para el solista. El dueto tenía un formato similar. Para los finales, que abarcan secuencias climáticas de acción, utilizó los diversos elencos de solistas, conjuntos y coros, que generalmente culminaban con una sección de stretto emocionante. Verdi debía desarrollar estas y otras fórmulas de la generación que lo precedía con una sofisticación creciente durante su carrera.
Las óperas del período temprano muestran cómo Verdi fue aprendiendo, haciendo y gradualmente estableciendo dominio sobre los diferentes elementos de la ópera. Oberto está mal estructurada y la orquestación de las primeras óperas es generalmente simple, a veces incluso básica. El musicólogo Richard Taruskin sugiere que «el efecto más llamativo en las primeras óperas de Verdi, y el más obviamente relacionado con el sentir del Risorgimento, fue el gran número coral cantado, de manera cruda o sublime, según el oído del espectador al unísono». El éxito de «Va, pensiero» en Nabucco —que Rossini señaló con aprobación como «una gran aria cantada por sopranos, contraltos, tenores y bajos»—, se replicó en el similar «O Signor, dal tetto natio» en I lombardi y, en 1844, en el coro «Si ridesti il Leon di Castiglia» en Ernani, el himno de batalla de los conspiradores que buscan la libertad. En I due Foscari Verdi primero utilizó temas recurrentes identificados con personajes principales. Aquí y en futuras óperas, el acento se aleja de las características del «oratorio» de las primeras óperas hacia la acción individual y la intriga.
A partir de este período, Verdi también desarrolló su instinto por la «tinta» (literalmente «color»), un término que utilizó para caracterizar elementos de una partitura de ópera individual: Parker da como ejemplo «la sexta mayor creciente que comienza tantas piezas líricas en Ernani». Macbeth, incluso en su versión original de 1847, muestra muchos toques originales: caracterización por tonalidad —los propios Macbeth generalmente cantando en claves sostenido, las brujas en claves bemol—, una preponderancia de música en modo menor y orquestación muy original. En la «escena de la daga» y el dúo después del asesinato de Duncan, las formas trascienden el «Código Rossini» e impulsan el drama de una manera convincente. Verdi debía comentar en 1868 que Rossini y sus seguidores se perdieron «el hilo dorado que une todas las partes y, en lugar de un conjunto de números sin coherencia, hace una ópera». «Tinta» fue para Verdi este «hilo dorado», un factor unificador esencial en sus obras.

#### Período medio
El escritor David Kimbell afirma que en Luisa Miller y Stiffelio —las primeras óperas de este período— parece haber una «creciente libertad en la estructura a gran escala... y una gran atención a los pequeños detalles». Otros hacen eco de ese pensamiento. Julian Budden expresa el impacto de Rigoletto y su lugar en la producción de Verdi de la siguiente manera: «justo después de 1850, a la edad de 38 años, Verdi cerró la puerta a un período de ópera italiana con Rigoletto. El llamado ottocento en la música ha terminado. Verdi continuará recurriendo a algunas de sus formas para las próximas óperas, pero con un espíritu totalmente nuevo». Un ejemplo del deseo del compositor de alejarse de las «formas estándar» aparece en sus sentimientos sobre la estructura de El trovador. Para su libretista, Cammarano, Verdi afirmó claramente en una carta de abril de 1851 que si no hubiera formas estándar: «cavatinas, duetos, tríos, coros, finales, etc.,... y si pudiera evitar comenzar con un coro inicial...», sería muy feliz.
Dos factores externos tuvieron su impacto en las composiciones de Verdi de este período. Una es que, con el aumento de la reputación y la seguridad financiera, ya no necesitaba comprometerse con la rutina productiva, tenía más libertad para elegir sus propios temas y tenía más tiempo para desarrollarlos de acuerdo con sus propias ideas. En los años 1849 a 1859 escribió ocho nuevas óperas, en comparación con las catorce en los diez años anteriores.
Otro factor fue el cambio de situación política. El fracaso de las revoluciones de 1848 condujo tanto a una disminución del espíritu del Risorgimento —al menos inicialmente— como a un aumento significativo de la censura teatral. Esto se refleja tanto en las elecciones de tramas de Verdi que se ocupan más de las relaciones personales que del conflicto político, como en una reducción —en parte consecuente— dramática en las óperas de este período en el número de coros —del tipo que lo había hecho primero famoso—: no solo hay en promedio un 40 % menos de coros en las óperas del período medio en comparación con el período temprano, sino que prácticamente todas las óperas tempranas comienzan con un coro, solo una (Luisa Miller) de las óperas del período medio comienza de esta manera. En cambio, Verdi experimenta con una variedad de medios, por ejemplo, una banda de escenario (Rigoletto), un aria para bajo (Stiffelio), una escena de fiesta (La traviata). Chusid también observa la tendencia creciente del compositor a reemplazar oberturas a gran escala con introducciones orquestales más cortas. Parker comenta que La traviata, la última ópera del período medio, es «una vez más una nueva aventura. Señala un nivel de realismo... el mundo contemporáneo de valses impregna la partitura y la muerte de la heroína por enfermedad se representa gráficamente en la música». El creciente dominio de Verdi de resaltar musicalmente los cambios de humor y las relaciones se ejemplifica en el acto III de Rigoletto, donde a la frívola canción del duque «La donna è mobile» le sigue inmediatamente el cuarteto «Bella figlia dell'amore», en contraste con el rapaz duque y su enamorada con el (oculto) indignado Rigoletto y su afligida hija. Taruskin afirma que este es «el conjunto más famoso que Verdi haya compuesto».

#### Período tardío
Chusid señala que la descripción de Strepponi de las óperas de las décadas de 1860 y 1870 como «modernas», mientras que Verdi describió las obras anteriores a 1849 como «las óperas de cavatina», como una indicación más de que «Verdi estaba cada vez más insatisfecho con las convenciones más antiguas y familiares de sus predecesores que había adoptado al comienzo de su carrera». Parker ve una diferenciación física de las óperas desde Las vísperas sicilianas (1855) a Aida (1871) en que son significativamente más largas y con repartos más grandes que obras previas. También reflejan un cambio hacia el género francés de la grand opéra, notable en una orquestación más colorida, contrapunto de escenas serias y cómicas, y un mayor espectáculo. La oportunidad de transformar la ópera italiana utilizando tales recursos le atrajeron. Para un encargo de la Ópera de París, exigió expresamente un libreto de Eugène Scribe, el libretista favorito de Meyerbeer, y le dijo: «quiero, de hecho debo tener, un tema grandioso, apasionado y original». El resultado fue Las vísperas sicilianas y los escenarios de Simón Boccanegra (1857), Un baile de máscaras (1859), La fuerza del destino (1862), Don Carlos (1865) y Aida (1872) cumplen todos los mismos criterios. Porter señala que Un baile de máscaras marca una síntesis casi completa del estilo de Verdi con los sellos distintivos de la grand opéra, de modo que «el gran espectáculo no es una mera decoración, sino que es esencial para el drama... las líneas musicales y teatrales permanecen tensas [y] los personajes todavía cantan de manera cálida, apasionada y personal como en El trovador».
Cuando el compositor Ferdinand Hiller le preguntó a Verdi si prefería Aida o Don Carlos, este respondió que Aida tenía «más mordida y —si perdona la palabra—, más teatralidad». Durante los ensayos para la producción en Nápoles de Aida Verdi se entretuvo escribiendo su único cuarteto de cuerda, una obra alegre que muestra en su último movimiento que no había perdido la habilidad para escribir fugas que había aprendido con Lavigna.

#### Obras finales
Las tres últimas obras principales de Verdi continuaron mostrando un nuevo desarrollo en la transmisión de drama y emoción. La primera en aparecer, en 1874, fue su Réquiem, con partitura para reparto operístico, pero de ninguna manera fue una «ópera con vestimenta eclesiástica» —las palabras en que Hans von Bülow lo condenó incluso antes de escucharlo—. Aunque en el Réquiem Verdi utilizó muchas de las técnicas que aprendió en la ópera, sus formas y emociones musicales no son las del escenario. La pintura de tonos de Verdi en la inauguración del Réquiem la describe vívidamente el compositor italiano Ildebrando Pizzetti, que escribió en 1941: «En [las palabras] murmuradas por una multitud invisible sobre el lento balanceo de unos pocos acordes simples, inmediatamente se siente el miedo y la tristeza de una gran multitud ante el misterio de la muerte. En el [siguiente] Et lux perpetuum la melodía extiende sus alas... antes de caer sobre sí misma... escuchas un suspiro de consuelo y paz eterna».
Para cuando Otelo se estrenó en 1887, más de quince años después de Aida, las óperas del contemporáneo de Verdi —y fallecido— Richard Wagner habían comenzado su ascendencia en el gusto popular y muchos buscaron o identificaron aspectos wagnerianos en la última composición de Verdi. Budden señala que hay poco en la música de Otelo que se relacione con la ópera verista de los compositores italianos más jóvenes y poco o nada que pueda interpretarse como un homenaje a la Nueva Escuela Alemana. Sin embargo, todavía había mucha originalidad, basándose en las fortalezas que Verdi ya había demostrado: la poderosa tormenta que abre la ópera in medias res, el recuerdo del dúo de amor del acto I en las últimas palabras de Otelo —más un aspecto de «tinta» que de leitmotiv—, toques imaginativos de armonía en la «Era la notte» de Iago (acto II).
Finalmente, seis años después, apareció Falstaff, la única comedia de Verdi, aparte de la temprana y desafortunada Un giorno di regno. En esta obra, Roger Parker escribe que «se bombardea al oyente con una impresionante diversidad de ritmos, texturas orquestales, motivos melódicos y dispositivos armónicos. Los pasajes que en tiempos anteriores habrían proporcionado material para un número entero aquí se apiñan unos a otros, asumiendo sin sobresaltos el primer plano en una sucesión desconcertante». Rosselli comenta: «en Otelo, Verdi había miniaturizado las formas de la ópera romántica italiana. En Falstaff, se miniaturizó a sí mismo... Momentos... cristaliza un sentimiento... como si un aria o un dúo se hubieran precipitado en una frase».

### Instrumentos
Cuando Giuseppe Verdi era un niño, solía tocar en la casa de los Barezzi. El instrumento que tocaba era un piano de Antón Tomaschek. También era aficionado a los pianos de Johann Fritz y usaba el piano vienés de seis pedales Fritz desde la época de Rigoletto en 1851 hasta Aida en 1871. Este piano exacto se puede ver en la Villa Verdi del compositor en la provincia de Piacenza en Italia. En 1857, para la inauguración del Teatro A.Galli en Rimini, Verdi tocó un piano de cola de Joseph Danckh.

## Política

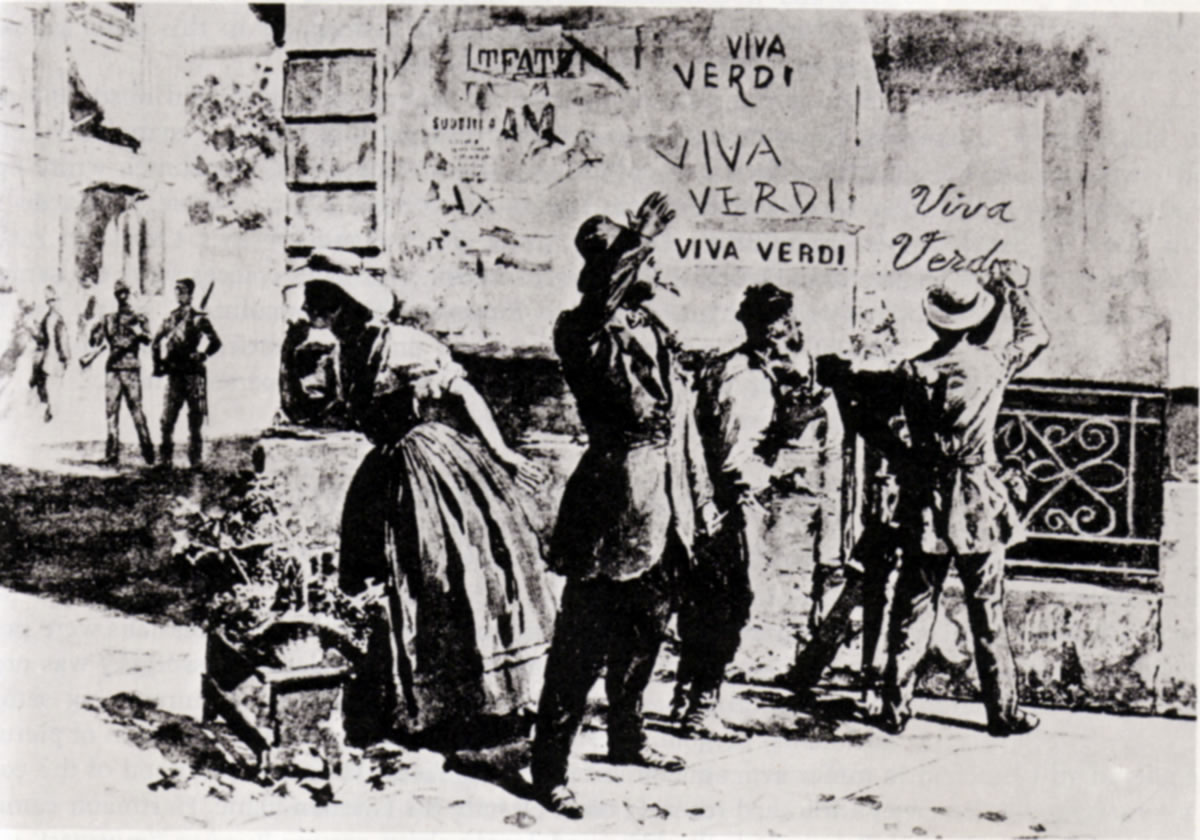
La palabra VERDI, con el significado de «Vittorio Emanuele Re D'Italia», se usó en la época como acrónimo político clandestino a favor de la unificación italiana

Tras alcanzar cierta fama y prosperidad, Verdi comenzó a interesarse activamente en la política italiana en 1859. Su compromiso inicial con el movimiento del Risorgimento es difícil de estimar con precisión. En palabras del historiador musical Philip Gossett, «los mitos que intensificaron y exageraron [tal] sentimiento comenzaron a circular» durante el siglo XIX. Un ejemplo es la afirmación de que cuando se cantó el coro «Va, pensiero» en Nabucco por primera vez en Milán, la audiencia, respondiendo con fervor nacionalista, exigió un bis. Como los códigos estaban expresamente prohibidos por el gobierno en ese momento, tal gesto habría sido extremadamente significativo. Pero, de hecho, la pieza codificada no era «Va, pensiero» sino el himno «Immenso Jehova».
El crecimiento de la «identificación de la música de Verdi con la política nacionalista italiana» quizás comenzó en la década de 1840. En 1848, el líder nacionalista Giuseppe Mazzini —a quien Verdi había conocido en Londres el año anterior— le pidió al compositor —que cumplió— que escribiera un himno patriótico. El historiador de la ópera Charles Osborne describe La batalla de Legnano de 1849 como «una ópera con un propósito» y sostiene que «mientras que los combatientes del Risorgimento habían adoptado con frecuencia partes de las primeras óperas de Verdi... esta vez el compositor le había dado al movimiento su propia ópera». No fue sino hasta 1859 en Nápoles, y solo entonces se extendió por toda Italia, que el eslogan «Viva Verdi» se utilizó como acrónimo de Viva Vittorio Emanuele Re D'Italia (Viva Víctor Manuel rey de Italia), quien entonces era rey de Piamonte. Después de que Italia se unificara en 1861, muchas de las primeras óperas de Verdi se reinterpretaron cada vez más como obras del Risorgimento con mensajes revolucionarios ocultos que tal vez no habían sido originalmente diseñados por el compositor o sus libretistas.

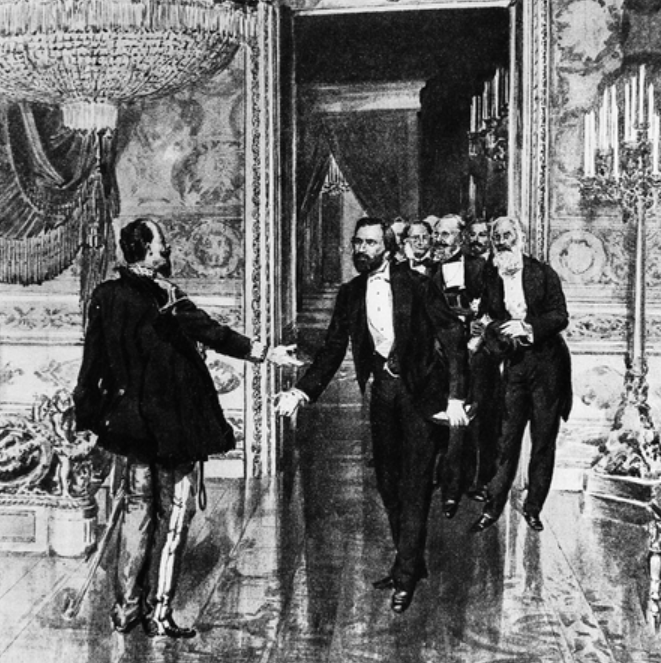
Encuentro en Turín entre Giuseppe Verdi y el rey Víctor Manuel el 15 de septiembre de 1859

A partir de la década de 1850, las óperas de Verdi mostraron pocos temas patrióticos debido a la fuerte censura del régimen absolutista en el poder. El compositor más tarde se desilusionó con la política, pero participó personalmente en el mundo político de los acontecimientos del Risorgimento. En 1859, Verdi fue elegido miembro del nuevo consejo provincial y fue designado para encabezar un grupo de cinco que se reuniría con el rey Víctor Manuel II en Turín. Fueron recibidos con entusiasmo en el camino y, en Turín, Verdi recibió gran parte de la publicidad. El 17 de octubre, se reunió con Cavour, el arquitecto de las etapas iniciales de la unificación italiana. Más tarde ese año, el gobierno de Emilia quedó incluido bajo las Provincias Unidas de Italia Central y la vida política de Verdi llegó a su fin temporalmente. Mientras todavía mantenía sentimientos nacionalistas, rechazó en 1860 el cargo de miembro del consejo provincial para el que había sido elegido «en ausencia». Sin embargo, Cavour estaba ansioso por convencer a un hombre de la talla de Verdi de que postularse para un cargo político era esencial para fortalecer y asegurar el futuro de Italia. El compositor le confió a Piave algunos años más tarde que «acepté con la condición de que después de unos meses renunciaría». Verdi fue elegido el 3 de febrero de 1861 para la ciudad de Borgo San Donnino (actual Fidenza) para el Parlamento de Piamonte-Cerdeña en Turín —que a partir de marzo de 1861 se convirtió en el Parlamento del Reino de Italia—, pero tras la muerte de Cavour en 1861, que lo angustió profundamente, apenas asistió. Más tarde, en 1874, Verdi fue nombrado miembro del Senado italiano, pero no participó en sus actividades.
Los historiadores han debatido cuán políticas fueron las óperas de Verdi. En particular, el coro de los esclavos hebreos (conocido como «Va, pensiero») del tercer acto de la ópera Nabucco se usó como un himno para los patriotas italianos, que buscaban unificar su país y liberarlo del control extranjero en los años transcurridos hasta 1861 —se pensó que el tema del coro de los exiliados cantando sobre su tierra natal y sus líneas como «O mia patria, si bella e perduta» («Oh mi patria, tan encantadora y tan perdida») resonó entre muchos italianos—. Marco Pizzo sostiene que después de 1815 la música se convirtió en una herramienta política y muchos compositores expresaron ideales de libertad e igualdad. Pizzo afirma que Verdi formó parte de este movimiento, ya que sus óperas se inspiraron en el amor al país y la lucha por la independencia italiana y hablaban del sacrificio de patriotas y exiliados. George Martin afirma que Verdi fue «el mejor artista» del Risorgimento: «a lo largo de su obra sus valores, sus problemas se repiten constantemente y los expresó con gran poder».
Sin embargo, Mary Ann Smart argumenta que los críticos de música en ese momento rara vez mencionaban temas políticos. Del mismo modo, Roger Parker argumenta que la dimensión política de las óperas de Verdi fue exagerada por los historiadores nacionalistas que buscaban un héroe a finales del siglo XIX.

## Legado

### Recepción
Aunque las óperas de Verdi le trajeron seguidores populares, no todos los críticos contemporáneos aprobaron su trabajo. El crítico inglés Henry Chorley admitió en 1846 que «es el único hombre moderno... que tiene un estilo, para bien o para mal», pero consideró que toda su producción era inaceptable. «[Sus] defectos [son] graves, calculados para destruir y degradar el gusto más allá de los de cualquier compositor italiano en la larga lista», escribió Chorley, al tiempo que admitió que «por incompleta que haya sido su formación, por equivocadas que sus aspiraciones puedan haber resultado... él se ha esforzado por alcanzarlo». Pero en el momento de la muerte de Verdi, 55 años después, su reputación estaba asegurada y la edición de 1910 del Grove Dictionary of Music and Musicians lo declaró «uno de los mejores y más populares compositores de ópera del siglo XIX».
No tuvo alumnos aparte de Emanuele Muzio y ninguna escuela de compositores buscaba seguir su estilo que, por mucho que reflejara su propia dirección musical, tenía sus raíces en el período de su propia juventud. En el momento de su muerte, el verismo era el estilo aceptado de los jóvenes compositores italianos. La Metropolitan Opera de Nueva York con frecuencia organizó Rigoletto, El trovador y La traviata durante este período y presentó a Aida en todas las temporadas desde 1898 hasta 1945. El interés por las óperas se despertó a mediados de la década de 1920 en Alemania y esto provocó un resurgimiento en Reino Unido y en otros lugares. A partir de la década de 1930, comenzaron a aparecer biografías académicas y publicaciones de documentación y correspondencia.
En 1959 se fundó en Parma el Istituto di Studi Verdiani —desde 1989, el Istituto Nazionale di Studi Verdiani—, que se convirtió en un centro líder para la investigación y publicación de estudios sobre Verdi y, en la década de 1970, se fundó el American Institute for Verdi Studies en la Universidad de Nueva York.

### En la cultura popular

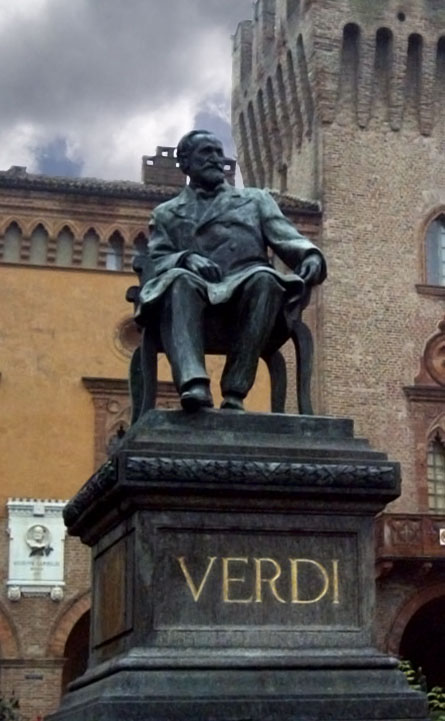
Estatua de Giuseppe Verdi en Busseto, obra de Luigi Secchi

Tres conservatorios italianos, el Conservatorio de Milán, el de Turín y el de Como, llevan el nombre de Verdi, al igual que muchos teatros italianos.
La ciudad natal de Verdi, Busseto, muestra la estatua de 1913 de Luigi Secchi de un Verdi sentado, junto al Teatro Verdi construido en su honor en la década de 1850. Es una de las muchas estatuas del compositor en Italia. El Monumento Giuseppe Verdi, un monumento de mármol de 1906, esculpido por Pasquale Civiletti, se encuentra en la plaza Verdi en Manhattan (Nueva York). El monumento incluye una estatua del propio compositor y estatuas de tamaño natural de cuatro personajes de sus óperas (Aida, Otelo y Falstaff de las óperas de los mismos nombres y Leonora de El trovador).
Verdi ha sido objeto de una serie de películas y obras de teatro. Estas incluyen la película de 1938 dirigida por Carmine Gallone, Giuseppe Verdi, protagonizada por Fosco Giachetti; la miniserie de 1982, La vida de Verdi, dirigida por Renato Castellani, donde Verdi fue interpretado por Ronald Pickup, con narración de Burt Lancaster en la versión en inglés; y la obra de 1985 After Aida, de Julian Mitchell. Además, se ha usado su música en más de 770 películas y programas de televisión. El segundo movimiento de su Réquiem, «Dies Irae», se usa en la escena de la muerte de Leónidas en la película 300. Gilbert y Sullivan parodiaron musicalmente el «Coro del yunque» de El trovador en su opereta The Pirates of Penzance de 1879.
La música de Verdi todavía puede evocar una variedad de resonancias culturales y políticas. Extractos del Réquiem se presentaron en el funeral de Diana de Gales en 1997. El 12 de marzo de 2011, durante una presentación de Nabucco en el Teatro de la Ópera de Roma para celebrar los 150 años de la unificación italiana, el director Riccardo Muti hizo una pausa después de «Va pensiero» y se volvió para dirigirse a la audiencia —que incluía al entonces primer ministro italiano Silvio Berlusconi— para quejarse de los recortes en la financiación estatal de la cultura. El público luego se unió en una repetición del coro.
Giuseppe Verdi es un personaje de la ópera Risorgimento! de 2011 del compositor italiano Lorenzo Ferrero, escrita para conmemorar el 150 aniversario de la unificación italiana de 1861.
En 2014, la cantante pop Katy Perry apareció en la gala de los Premios Grammy con un vestido diseñado por Valentino, bordado con la música de «Dell'invito trascorsa è già l'ora» del comienzo de La traviata. El bicentenario del nacimiento de Verdi en 2013 se celebró con numerosos eventos en todo el mundo, tanto en actuaciones como en transmisiones. El 27 de octubre de 1982 se descubrió un asteroide al que se le puso su nombre, (3975) Verdi. También le debe su nombre la ensenada Verdi, situada en la parte suroeste de la isla Alejandro I de la Antártida.